# 中型ゾイド
中型ゾイド（ちゅうがたゾイド）は、玩具メーカー『トミー』（現タカラトミー）より販売されている『ゾイド』シリーズに登場する架空の兵器のカテゴリー。主に中型のゼンマイ（Hiパワーユニット）駆動キットと一部の電動モーター駆動キット、およびに類する大きさのものを指す。

## 呼称
1983年に始まった「メカ生体ゾイド」の初期ラインナップでは、ゼンマイ駆動のキットが8種類と電動モーター駆動のビガザウロで全9種類であった。このころのキットに同封されていた商品カタログは、電動モーター駆動かどうか（電池の必要の有無）などが記載してあるのみで、ゾイドのサイズ（大型・中型・小型など）の区別は付けられていない。その後の商品カタログには「ゾイド大型メカ（B/O）シリーズ」などの表記はあったが、「中型」など分類はない。
『ゾイドバトルストーリー』1巻に掲載された「全63点ゾイドメカ完全カタログ」では、ゼンマイ駆動のゾイドのうち価格帯が780円のものを「中型マイクロゼンマイタイプ」に分類している。続く『ゾイドバトルストーリー2』『ゾイドバトルストーリー3』および『ゾイドバトルストーリー4』の完全カタログでは、1,000円価格帯のゼンマイ駆動ゾイド（Hiパワーユニット搭載）のラインナップを加えて「中型マイクロゼンマイタイプ」としている。『新ゾイドバトルストーリー』では新たに「中型電動タイプ」としてハウンドソルジャーなどの電動モーター駆動ゾイド4種類が加えられている（いずれも24ゾイドを除く）。ただし、カタログ以外のページでは表記揺れがあり、例えば同1巻の「小型ゾイド戦力比較表」では、前述のカタログで「中型マイクロゼンマイタイプ」としているハンマーロックやイグアンなどを「小型ゾイド」と個別に解説している。ただし、同3巻の「小型ゾイド戦力比較表」では、初期の小型ゾイドが戦線を退いたために「かつて中型ゾイドと呼ばれたゴドス、イグアンサイズのゾイドと、新たに戦線に投入され始めたブラックライモス、ベアファイターなど」が小型ゾイドに分類されると変化した理由を説明している。
第2期ゾイドシリーズに発刊された『ゾイド公式ファンブック』では、旧1期に発売されたゾイドを紹介する「全軍ゾイド名鑑」の中で、「中型ZOIDS＜モーター駆動タイプ＞」にハウンドソルジャーなどの電動モーター駆動のゾイド8種と「中型ZOIDS＜ゼンマイ駆動タイプ＞」にゴドスなどのゼンマイ駆動ゾイド32種をカテゴライズしているが、個別のゾイド解説ページではゴドスに「小型量産ゾイド」という見出しを付けるなど前述との整合がとれていない記述も多い。また、『ゾイド公式ファンブック2』では新シリーズで発売されたゼンマイ駆動のゾイドを全て「中型・小型ゾイド戦力比較表」にまとめて記載しているが、個別のゾイドが中型・小型のどちらかは明言していない。
ゲーム作品においては、『ゾイド -ZOIDS- 邪神復活!〜ジェノブレイカー編〜』『ZOIDS 帝国VS共和国 メカ生体の遺伝子』『ZOIDS2 ヘリック共和国VSガイロス帝国』ではユニットサイズが設定されており、「ちゅうがた」「M」などのゾイドのサイズがプレイヤーの部隊（パーティ）編成に影響する。『ゾイドバトルカードゲーム』では、カノントータスなどが「M型」に分類されているが、一方でヘルキャットなどは「S型」であり、ゼンマイ駆動ゾイドでも扱いが別れる。また、スマートフォン向けに配信されていた『ZOIDS FIELD OF REBELLION』では、プレイヤーが操作できるプレイアブルゾイドを一律で「中型ゾイド」としており、ゲームの仕様により直接操作できないノンプレイアブルゾイドを大型もしくは小型ゾイドに分けている。
なお、ゾイド第3期シリーズのゾイドワイルドでは、商品説明で「M型 モーター動力」という表記があり、記事では「中型ゾイド」と紹介している。ただし、同シリーズでは従来の1/72スケールでは無く、1/35スケールを採用しているため設定上のサイズ感は本項で扱うゾイドより小型である。

## アロザウラー
| アロザウラー AROSAURER | アロザウラー AROSAURER                                                                                     |
| ---------------------- | --- |
| 番号                   | RHI-8（旧） RZ-067（新）                                                                                   |
| 所属                   | ヘリック共和国                                                                                             |
| 分類                   | アロザウルス型 重装甲攻撃型 アロサウルス型                                                                 |
| 全長                   | 13.7m |
| 全高                   | 10.8m |
| 全幅                   | 5.0m |
| 重量                   | 62.0t |
| 最高速度               | 170.0km/h                                                                                                  |
| 乗員人数               | 1名 |
| 武装（旧）             | 2連ビーム砲×2 火炎放射器 電磁ハンド×2 ショックアブソーバー                                                 |
| 武装（新）             | エレクトロンバイトファング エレクトロンクロー×2 火炎放射器×2 AZ105mm2連装ビーム砲×2 スマッシュアップテイル |
| 主な搭乗者             | ルイス（旧） デュー・エルド（ZBCG, 新） ジーン・ホリデー（フューザーズ）                                   |

中央大陸戦争時代、ヘリック共和国軍がゴドスの後継機として開発したアロサウルス型ゾイド。重装甲攻撃メカに分類され、装甲の厚さと機動性を両立している。ゴドスを上回る機敏さを持ち、同クラスのゾイドでは最高の格闘能力を誇る。
中央大陸戦争後期においては多数の機体が各部隊に配備され、突撃部隊においては主力となった。しかしながら、激戦とZAC2056年の惑星Zi大異変によって絶滅寸前に追い込まれた。そのため、西方大陸戦争では数多く生き残った旧式のゴドスを投入せざるを得なかった。だが、アロザウラーの戦闘能力と汎用性の高さを惜しむ共和国軍は野生体の保護とゾイドコアの培養による再生産を計画。次期主力として量産化が進められた。ネオゼネバス帝国軍の侵攻によってその大半の機体が研究施設ごと喪失したものの、旧大戦時の残存機体と別の基地において実戦配備準備中だった機体が難を逃れた。そしてZAC2106年、ネオゼネバス帝国軍との戦いにおいて第一線に復帰し、ゴジュラスギガのサポート機となった。
武装・装備
（旧）は中央大陸戦争時代（第1期）、（新）は第二次大陸間戦争時代（第2期）の装備呼称。
2連ビーム砲（旧） / AZ105mm2連装ビーム砲（新）
背部に装備される。対空や後方への攻撃にも使用可能。
火炎放射器
第1期シリーズでは口内、第2期では掌部に装備する。
電磁ハンド（旧） / エレクトロンクロー（新）
アロザウラーの前脚爪部。
ショックアブソーバー（旧）
本体脚部に設置される。
エレクトロンバイトファング（新）
アロザウラーの牙部。
スマッシュアップテイル（新）
アロザウラーの尾部。
キット
キットは、Hiパワーユニットを動力とし、ゼンマイ動力のゾイドとしては珍しく、リンク機構によって膝および足首を能動的に駆動する歩行ギミックを有する。また、連動ギミックとして前脚の上下振りと下顎の開閉を行うようになっている。手動ギミックとしては、コクピットの開閉（頭部・後ヒンジ）、各火器の旋回、前脚の指の開閉を有する。旧シリーズで二足歩行恐竜型としては最後のゼンマイ駆動ゾイドでもある。
RHI-8 アロザウラー
白と黒のカラーリング。
RZ-067 アロザウラー
薄い水色と青緑色のカラーリング。
FZ-009 アロザウラー
青と銀色のカラーリング。ゾイドフューザーズのブルーシティ治安局仕様機。成型色とシールを変更したアロザウラーにパトライトを同梱したキットが、2004年9月下旬ごろに発売された。
キット本発売前には『Z.A.C-09 アロザウラーPBS』という商品名でアナウンスされていた媒体もみられる。
作中での活躍
バトルストーリー
ZACAC2047年7月～12月には変わり者将校として名高いルイス大尉操縦のアロザウラーが「かまどとツバメ作戦」で帝国軍相手に大活躍している。
ZAC2048年1月にはランフォリンクスによって4機が輸送され、隊長機のガブリエーレと共にデスバード基地への奇襲を敢行。待ち受けていたデスシャドーによって全滅した。
ZAC2053年10月のギル・ベイダーによるヘリックシティ空襲では、ベアファイター(NEW)とともに応戦した。
ZAC2106年早春にはクック要塞攻略戦においてデュー・エルド搭乗機が活躍。帝国軍の奇襲によってその動きを封じられたゴジュラスギガを守るため単身デスザウラーに挑み、己の命を犠牲にしてデスザウラー撃破への活路を開いた。
ZAC2106年春にはバスターイーグルから受け取った物資を運搬していた機体がセイスモサウルスに撃破されている。
アニメ
『ゾイドフューザーズ』ではゴジュラスギガやゴルヘックスとともにブルーシティ治安局に配備され、パトライトを装着したアロザウラーPBS（キットの商品名は「FZ-009 アロザウラー」）が第1話から登場している。他にも第9話にてRZ仕様のカラーリングの機体をゾイド窃盗団が使用、こちらはカスタマイズパーツCP-09 ブースターキャノンセットを背部に搭載し、加速力と砲撃力を向上させている。
ゲーム
ファミリーコンピュータゲーム「ゾイド2 〜ゼネバスの逆襲〜」では、ゲーム開始時に最新鋭機として主人公に与えられ、序盤の愛機となる。このゲームでは珍しく、専用装備も存在する。『ゾイド黙示録』にも登場。
PlayStationゲームの『ZOIDS 帝国VS共和国 メカ生体の遺伝子』、『ZOIDS2 ヘリック共和国VSガイロス帝国』にも出演。
『ゾイドインフィニティ』のPlayStation 2版であるフューザーズにも出演。アニメ同様チャオの搭乗機となっている。

### バリエーション（アロザウラー）
アロザウラーPBS
| アロザウラーPBS | アロザウラーPBS                                                                                |
| --------------- | ---------------------------------------------------------------------------------------------- |
| 番号            | FZ-009                                                                                         |
| 所属            | ブルーシティ治安局                                                                             |
| 分類            | アロサウルス型                                                                                 |
| 全長            | 13.7m                                                                                          |
| 全高            | 10.8m                                                                                          |
| 重量            | 62.0t                                                                                          |
| 最高速度        | 170.0km/h                                                                                      |
| 乗員人数        | 1名                                                                                            |
| 武装            | エレクトロンバイトファング エレクトロンクロー×2 火炎放射器×2 AZ105mm2連装ビーム砲×2 パトライト |
| 主な搭乗者      | チャオ（フューザーズ） ガミー（SAGA DS）                                                       |

『ゾイドフューザーズ』に登場する、ブルーシティ治安局所属のアロザウラー。カラーリングは青と銀色。前脚肩部に青いパトライトを装着している。主なパイロットはチャオ。
『ゾイドフューザーズ』劇中では単にアロザウラー、放送時の商品名も『FZ-009 アロザウラー』と呼称された。その後、『ゾイドVS.III』、『ZOIDS SAGA FUZORS』、『ゾイドカードコロシアム』といったゲームでアロザウラーPBSの名称が登場した。
一方で、「アロザウラーBPS」と記述した媒体もみられる。
キャノニアーザウラー
「FZ-009 アロザウラー」商品パッケージに掲載。アロザウラー（この場合アロザウラーPBSを指す）とFZ-004 ボルドガルドとのユニゾンバリエーション。
アロザウラーD
| アロザウラーD | アロザウラーD  |
| ------------- | -------------- |
| 所属          | ヘリック共和国 |
| 分類          | アロザウルス型 |

電撃ホビーマガジン2003年5月号に掲載された改造アロザウラー。対ジャミングウェーブ用である粉末状古代チタニウムコーティングを施されており、機体を白と濃紺ベースのカラーパターンに塗り替え、脚部装甲増強、パンツァーユニットの火器やその砲撃を補助するスタビライズドアンカーを装備。ゴジュラスギガの支援機として活躍する。
アロザウラーSタイプ
| アロザウラー Sタイプ | アロザウラー Sタイプ |
| -------------------- | -------------------- |
| 所属                 | ヘリック共和国       |
| 分類                 | アロザウルス型       |

ゾイドバトルストーリー4巻に登場。前傾姿勢に改造されており、時速200km以上で走行可能なうえ頭部が脱出ビークルとなる。ZAC2047年4月、ゼネバス帝国に占領された共和国首都においてハーバード・リー・チェスター教授を救出する作戦に使用され、途中デスザウラーに捕縛されるも頭部を分離し脱出に成功している。
この呼称は電撃ホビーマガジン2003年5月号にて上述のアロザウラーDの解説で言及された際のもの。
寒冷地迷彩仕様
| アロザウラー 寒冷地仕様 | アロザウラー 寒冷地仕様 |
| ----------------------- | ----------------------- |
| 所属                    | ヘリック共和国          |
| 分類                    | アロザウルス型          |

RZアロザウラー付属オフィシャルファンブックエクストラ掲載のバリエーション。冬の中央山脈を行軍するため関節カバー、排気ダクト、雪上歩行用安定板の装着と寒冷地迷彩が施されている。
アロランチャー
| アロランチャー | アロランチャー |
| -------------- | -------------- |
| 所属           | ヘリック共和国 |
| 分類           | アロザウルス型 |

『コロコロコミック』誌2003年05月号および機獣新世紀ゾイド公式ファンブック4巻に掲載。RZ-067 アロザウラーを、BZ-013 カノンダイバーのパーツで強化したチェンジマイズ機。背部にカノンダイバーの砲塔を搭載し、中距離射撃が可能となっている。
左前肢の掌にあたる部分には、ブロックとジョイントパーツJ7を介し、カノンダイバーの甲羅を盾として装着している。
ブルーアロザウラー
ヘビーアームズケーニッヒウルフ付属『ZOIDS妄想戦記 特別編』に登場。ロブ・ハーマンの弔い部隊（実際には死を偽装したプロパガンダ部隊）の機体で、3分間のみジャミングウェーブを防護可能な青色のカラーリングが施されている。搭乗者はギルバート。僚機のヘビーアームズケーニッヒウルフやガンブラスターとともにダークスパイナーやキメラブロックスと交戦した。
この呼称はゲームソフト『ゾイドタクティクス』登場時のもの。

## ヴァルガ
| ヴァルガ VALGA | ヴァルガ VALGA |
| -------------- | --- |
| 番号           | GRZ-09 |
| 所属           | ガイロス帝国 |
| 分類           | ダンゴムシ型 |
| 全長           | 11.0m |
| 全高           | 5.1m |
| 全幅           | 6.4m |
| 重量           | 42.6t |
| 最高速度       | 150.0km/h（通常時） 300.0km/h（グラビティアタック使用時）                                                                                          |
| 乗員人数       | 1名 |
| 武装           | 地対地4連ミサイルポッド×2 2連装対ゾイドレーザー機銃×2 小口径ビームガトリング砲×2 地対空2連装ミサイルポッド×2 マルチセンサー×2 ロケットブースター×8 |
| 必殺技         | グラビティアタック |
| 主な搭乗者     | フォスト・ランベルク |

ZAC2056年に起こった惑星Zi大異変でほとんどのゾイドを失ったガイロス帝国が、新たな主力機として開発したダンゴムシ型ゾイド。ヘリック共和国が遺したキングゴジュラスの残骸を回収、解析することで手に入れたかつて宇宙船グローバリー3世号に使われていた技術を搭載。エネルギーフィールドによって強固なフレーム構造を持ち、さらに内蔵された小型重力発生器によって重力場を展開しつつ形態を球状に変形させ、ロケットブースターによる高速回転を加えて相手に突撃する戦法グラビティアタックが使用可能となっている。その攻撃による運動エネルギーは凄まじく、機体にかかる反作用を逃がすため、突撃後は変形を解除する方式を取っている。
武装・装備
地対地4連ミサイルポッド
コックピットの両脇に装備。
2連装対ゾイドレーザー機銃
機体前方の左右に装備。
小口径ビームガトリング砲
対ゾイドレーザー機銃の下に装備。
地対空2連装ミサイルポッド
背部側面に装備。
マルチセンサー
触角部分。
ロケットブースター
背部に4対装備。
キット
丸まって移動後に開き、それを繰り返すという特徴的な動きと、その機体名はモルガをリスペクトしている。
2009年1月には強化型である「グラヴィデヴァルガ」が発売予定とされていたが、発売中止となった。触角のようなブレード状のパーツ2本とコックピット2基が転がるのに支障が無いよう、側面に追加されており、ブレードは横方向に展開可能、コックピットは展開すると小型イモムシになるギミックを持っていた。
GRZ-09ヴァルガ
2008年12月27日発売。
ヴァルガ共和国軍仕様
2009年1月22日発売。ネットショップ「e-HOBBY」で通信販売された。

### バリエーション（ヴァルガ）
ヴァルガ共和国軍仕様
| ヴァルガ共和国軍仕様 | ヴァルガ共和国軍仕様 |
| -------------------- | --- |
| 番号                 | GRZ-09 |
| 所属                 | ヘリック共和国 ガイロス帝国 |
| 分類                 | ダンゴムシ型 |
| 全長                 | 11.0m |
| 全高                 | 5.1m |
| 全幅                 | 6.4m |
| 重量                 | 42.6t |
| 最高速度             | 150.0km/h（通常時） 300.0km/h（グラビティアタック使用時）                                                                                          |
| 乗員人数             | 1名 |
| 武装                 | 地対地4連ミサイルポッド×2 2連装対ゾイドレーザー機銃×2 小口径ビームガトリング砲×2 地対空2連装ミサイルポッド×2 マルチセンサー×2 ロケットブースター×8 |

ヴァルガの性能に目をつけた共和国軍が、鹵獲したヴァルガのカラーリングを青と白に塗り直して自軍の戦力として配備した機体。エクスグランチュラやドスゴドスの連携を想定していたが、その制御プログラムには事前に特殊コードが仕掛けられており、もし敵に鹵獲された場合は自動的に起動、そして敵地内部で暴走するように仕組まれていた。
Xヴァルガ
| Xヴァルガ | Xヴァルガ    |
| --------- | ------------ |
| 所属      | ガイロス帝国 |
| 分類      | ダンゴムシ型 |
| 乗員人数  | 1名          |

電撃ホビーマガジン2009年2月号に掲載。機体の両側にドリル、触覚部にブレードを搭載。自走爆弾となるヴァルガ型の小型無人機を積載可能としている。

## ウオディック
| ウオディック WARDICK | ウオディック WARDICK |
| -------------------- | --- |
| 番号                 | EHI-1（ゼネバス帝国） EZ-040（ガイロス帝国）                                                                                           |
| 所属                 | ゼネバス帝国 ガイロス帝国 ネオゼネバス帝国                                                                                             |
| 分類                 | 魚型 水陸両用メカ |
| 全長                 | 17.0m |
| 全高                 | 4.2m |
| 全幅                 | 5.8m |
| 重量                 | 32.2t |
| 最高速度             | 水上58.0kt 水中65.0kt 陸上70.0km/h |
| 最大潜水深度         | 12000m |
| 乗員人数             | 1名 |
| 主な搭乗者           | ゼネバス帝国一般兵 ガイロス帝国一般兵                                                                                                  |
| 武装（旧）           | 音波砲（ソニックブラスター） 中口径ビーム砲×2 対艦ミサイルランチャー 推進用メインエンジン ハイドロジェットノズル レーダー              |
| 武装（新）           | ソニックブラスター×1 耐水圧コックピット 中口径ビーム砲×2 AZミサイルランチャー×1 レーダー ハイドロジェットノズル 推進用メインエンジン×2 |

中央大陸戦争時代にゼネバス帝国が開発した魚型ゾイド。耐圧設計されたボディを持ち、1万2,000mの深海の水圧にも耐える。パワーユニットには従来型小型ゾイド用のものを凌駕する新型のハイパワーユニットを搭載し、1機で3倍の戦力を獲得。中央大陸戦争での戦力比は、当時共和国軍の主力水中戦ゾイドであったバリゲーターを装甲・武装・潜水能力のすべてにおいて凌駕し、同時代には無敵の水中戦能力を誇った。短時間であれば陸上でも活動可能であるものの、その際の戦闘力は低下する。
第一次大陸間戦争においては暗黒軍（ガイロス帝国軍）においても継続して運用される。ZAC2056年の惑星Zi大異変によって絶滅寸前まで追い込まれたが、ガイロス帝国軍技術部はオーガノイドシステムを限定的に使用することでゾイドコアの分裂を促進させ個体数を増やすことに成功。ZAC2101年に第一線へと復帰した。こと海中戦では同時代に共和国軍で配備されていたハンマーヘッドを凌駕する性能を誇り、暗黒大陸戦争時代に置いてもその力を発揮している。後にネオゼネバスにおいても運用され、キメラブロックス制御機能を付加されたタイプ（ウオディック1機につきディプロガンズ3機を編成する）がZAC2104年までデルダロス海域で外洋守備にあたっている。
武装・装備
（旧）は中央大陸戦争時代、（新）は第二次大陸間戦争時代の装備呼称。
音波砲（ソニックブラスター）（旧) / ソニックブラスター（新）
口腔内に装備する。水中戦用の装備で、地表よりも音が伝わり易い水中において回避が困難な兵装。
中口径ビーム砲
背部に装備する。水上の敵に対して効果を発揮する兵装。
対艦ミサイルランチャー（旧） / AZミサイルランチャー（新）
背部に装備。主に敵施設や飛行ゾイドの攻撃などで効果を発揮する。
推進用メインエンジン
中口径ビーム砲の後端に設置される。
ハイドロジェットノズル
本体腹部側面に設置される。
耐水圧コックピット
ウオディックのコクピット部。
レーダー
ウオディックの背鰭部。
キット
シリーズ初の大型ゼンマイ＝Hiパワーユニット使用キット。ゼンマイ動力で胸びれと腹びれを脚代わりに使って歩行する。また、連動ギミックとして多関節構成の尾部を左右に振る機構を有するが、水中ではこの尾部が水をかいて前進力を発生することにより、実際に遊泳させることができる。遊泳時の浮力を得るため、背部の推進用メインエンジンには発泡スチロールの浮きを収納している。手動ギミックはコクピットの開閉（頭部・後ヒンジ）および下顎の開閉。
EHI-1 ウオディック
1987年2月発売。
EZ-040 ウオディック
2001年1月発売。同年11月にアメリカのハズブロ社より発売された海外版での商品名は「#040 War Shark」。
ウオディック 暗黒仕様
2008年8月開催のキャラホビで限定発売。一部が蓄光パーツとなっている。
作中の活躍
バトルストーリー
ZAC2041年にはバレシア湾上陸作戦に参戦。港湾に停泊中のウルトラザウルスを雷撃し、深海からの攻撃によって敵に発見されることなく一方的な戦果を発揮してみせた。
ZAC2044年12月におけるクック海軍基地での戦いでは氷山に偽装した共和国部隊の接近を許し、軍港に停泊していた機体がシーパンツァーもろとも撃破されている。
ディメトロドンを捕捉し接近するサラマンダーを潜伏と奇襲攻撃で撃破したこともある。
ZAC2045年5月におけるフロレシオ海海戦ではフロレシオスとアクアドン、バリゲーターからなる共和国艦隊をブラキオスとともに撃破したものの、これは帝国側艦隊を港から引き離す罠として共和国側が用意した無人操縦ゾイドであり、最終的には対ウオディック用の追尾型水中魚雷を装備したプテラスとウルトラザウルスにより大打撃を受け、同海域の制海権も共和国軍が掌握するに至っている。
ZAC2101年3月にはオーガノイドシステムによって復活し、ガイロス帝国に配備された機体が共和国占領下のニクシー基地へ攻撃を敢行した。同年6月にはアンダー海海戦などで活躍した。
アニメ
『ゾイド新世紀スラッシュゼロ』では、バックドラフト団の擁するチーム・フーマの機体が第10話と21話に登場。第22話では、ハリー・チャンプの所有するゴールドカラーの機体が登場した。

### バリエーション（ウオディック）
水陸両用強化仕様
| ウオディック 水陸両用強化仕様 | ウオディック 水陸両用強化仕様 |
| ----------------------------- | ----------------------------- |
| 所属                          | ゼネバス帝国                  |
| 分類                          | 魚型                          |
| 武装・装備                    | 地上歩行用足 連装対空ビーム砲 |

『EHI-1ウオディック』商品パッケージに掲載。陸上での戦闘能力と行動範囲の強化を目的としたタイプで地上走行用の足と連装対空砲が装備され、機体は3色迷彩（ダックエッググリーン、スカイ、ダークアース）で塗装されている。陸上での能力強化と引き換えに水中での機動性はノーマル機よりかなりダウンしている。
ゲーム『ゾイド邪神復活!〜ジェノブレイカー編〜』では「ランディック」という名前で登場している。
飛行試作機仕様
| ウオディック 飛行試験機仕様 | ウオディック 飛行試験機仕様 |
| --------------------------- | --------------------------- |
| 所属                        | ゼネバス帝国                |
| 分類                        | 魚型                        |
| 装備                        | 主翼 尾翼                   |

『EHI-1ウオディック』商品パッケージに掲載。背部に飛行用の翼、ヒレにカナード翼が装備換装され、シンカーのような水空両用機として試作されたタイプ。本体はホワイトとブルーに塗装されている。
ゲーム『ゾイド邪神復活!〜ジェノブレイカー編〜』では「バーディック」という名前で登場している。
フライングブーストウオディック
| フライングブーストウオディック | フライングブーストウオディック |
| ------------------------------ | ------------------------------ |
| 所属                           | ガイロス帝国                   |
| 分類                           | トビウオ型                     |

第14回次世代ワールドホビーフェア配布冊子「新生ゾイド超改造研究所 分室」に掲載されたトビウオ型改造ウオディック。機動力はノーマルの1.5倍と言われる。
作例はイエーガーユニットとウオディックを組み合わせて製作されている。
漫画「ゾイドバトラー雷牙」2巻にも帯ひろ志の手による同様の作例が掲載されているが、細部が異なる。
シーラカンディック
| シーラカンディック | シーラカンディック      |
| ------------------ | ----------------------- |
| 全長               | 17.0m                   |
| 全高               | 7.6m                    |
| 重量               | 51.0t                   |
| 最高速度           | 水中55.0kt 陸上95.0km/h |

『小学四年生』2001年3月号に掲載。ウオディックにヘルディガンナーの足を取り付けて陸戦可能としたタイプ。パイルバンカーユニットやバイキングランスユニットの3Dレーダーも追加されている。
漫画『ゾイドバトラー雷牙』では町内ゾイドバトル大会において田中が使用。ジェットレイノスとペアを組みバーニングライガーゼロを追い込むが、雷牙の奇策によってパイルバンカーをジェットレイノスに突き刺し身動きがとれなくなってしまい、そのまま撃破された。
トビウオウオディック
『小学六年生』2001年3月号、『小学五年生』2001年4月号に掲載。ウオディックの胸鰭部に羽根を取り付け飛翔可能としたほか、背部にはアタックユニットが増設されている。
漫画『ゾイドバトラー雷牙』ではバーチャバトルトーナメント編にて岬又吉が使用。網でバーニングライガーゼロを捕獲するなど追い込むが、ICチップ「イブ」を取り付けられパイロットが凶暴化し暴走、深海に突入し圧壊した。
ウオディック 暗黒軍仕様
| ウオディック 暗黒軍仕様 WARDICK GUYLOS SPECIFICATION | ウオディック 暗黒軍仕様 WARDICK GUYLOS SPECIFICATION |
| ---------------------------------------------------- | ---------------------------------------------------- |
| 所属                                                 | ガイロス帝国                                         |
| 分類                                                 | 魚型                                                 |
| 全長                                                 | 不明                                                 |
| 全高                                                 | 不明                                                 |
| 全幅                                                 | 不明                                                 |
| 重量                                                 | 不明                                                 |
| 最高速度                                             | 不明                                                 |
| 乗員人数                                             | 1名                                                  |

暗黒軍（ガイロス帝国軍）によって強化されたウオディック。ボディカラーは黒と緑を基調としたものになり、陸上での活動時間が延伸されている。ZAX2051年10月の暗黒大陸上陸作戦で活躍した。
ウオディック（チーム・フーマ機）
| ウオディック       | ウオディック                                               |
| ------------------ | ---------------------------------------------------------- |
| 所属               | バックドラフト団／チーム・フーマ（スラッシュゼロ）         |
| 分類               | 魚型                                                       |
| 乗員人数           | 1名                                                        |
| 主な搭乗者         | チーム・フーマ（スラッシュゼロ） フーマ イガ コーガ ネゴロ |
| ネオ・ウオディック |                                                            |
| 所属               | バックドラフト団／チーム・フーマ（スラッシュゼロ）         |
| 分類               | 魚型                                                       |
| 乗員人数           | 1名                                                        |
| 主な搭乗者         | チーム・フーマ（スラッシュゼロ） イガ コーガ ネゴロ        |

アニメ「ゾイド新世紀スラッシュゼロ」第10話から登場。バックドラフト団のチーム・フーマの機体で、4機中3機はノーマルのカラーであるが、フーマの機体は赤色となっている。砂地をまるで水中のように泳ぎ回った。
第21話では、フーマ機以外の3機がラオン博士によって「ネオ・ウオディック」に改修された。外観はノーマル機と変化しないが、Eシールドや自在に軌道を変えられるビームガンを装備している。チーム・ブリッツを追い詰めるが、トロス博士が衝動買いしたロングレンジバスターキャノンを装備したシャドーフォックスの攻撃に敗れた。

## エクスグランチュラ
| エクスグランチュラ Ex-GURANTULA | エクスグランチュラ Ex-GURANTULA |
| ------------------------------- | --- |
| 番号                            | HRZ-006 |
| 所属                            | ヘリック共和国 |
| 分類                            | タランチュラタイプ |
| 全長                            | 10.8m |
| 全高                            | 7.2m |
| 全幅                            | 8.8m |
| 重量                            | 36.8t |
| 最高速度                        | 190.0km/h |
| 乗員人数                        | 1名 |
| 武装 装備                       | ハイパーレーザーファング マクサー20mmビーム砲×2 チタンスパイク ポイズンジェットスプレー （以下オプションパーツ） 小口径高速キャノン砲×2 ハイブリッドガトリング砲（6砲身）×2 5連ミサイルポッド×2 小口径ガトリング砲（4砲身）×2 小口径パルスレーザーガン×2 3連装衝撃砲×2 2連装衝撃砲×2 |
| 主な搭乗者                      | リーデン・クルーガー少佐 アンヌ・ルイズ（階級不明） |

第一次大陸間戦争後にヘリック共和国軍が開発したタランチュラ型ゾイド。旧式化したRMZ-04 グランチュラを、ドスゴドスの火力支援機として発展させた。グランチュラがベースとして選定された一因には、野生体の繁殖力の高さから開発ベースの確保が容易であった点が挙げられる。機体そのものを大型化してペイロードに余裕を持たせ、その本体に多数のオプションパーツを追加することで、サイズに比して破格の重武装を実現した。高い不整地走破能力を持つ。
武装・装備
ハイパーレーザーファング
機体口部に装備する。
マクサー20mmビーム砲
機体頭部両側面に1基ずつ、計2基装備する。
チタンスパイク
機体尻部に装備する。
ポイズンジェットスプレー
機体背部に装備する。
キット
2008年11月27日発売。デザインを担当したのはDELTA-Mとなる。グランチュラをベースとしつつ、脚以外のパーツを一新。動力源も、大型のゼンマイであるHiパワーユニットに変更された。設定どおり多数の武器パーツが付属し、その中から任意のパーツを本体に装着してユーザー独自のバリエーション機を制作でき、さらに本体と武器パーツの各ハードポイントを駆使して全武装の装着も可能である。コックピットハッチも透明なキャノピー式か装甲式かを選択可能。パーツ構成の仕様上、装甲式のコクピットハッチが2個用意されているため、余剰分を同形状のキャノピーを使用している他の共和国小型ゾイドに流用できる。カラーリングは、外装が濃いグリーン、各種武装がメタリックグレー。パイロットフィギュアには金メッキが施されている。
歩行ギミックはグランチュラを踏襲しているため、当該記事を参照のこと。各歩脚には、脚部付け根を延長するパーツと簡素な装甲を装着する。連動ギミックは無し。手動ギミックは、コックピットハッチの開閉（頭部・後ヒンジ）、牙の上下動、チタンスパイクの起倒、各火器の旋回または俯仰。

## カノンフォート
| カノンフォート CANNON FORT | カノンフォート CANNON FORT                                             |
| -------------------------- | ---------------------------------------------------------------------- |
| 番号                       | RHI-12 GZ-002（ジェネシス）                                            |
| 所属                       | ヘリック共和国                                                         |
| 分類                       | バッファロー型 重装強行攻撃型                                          |
| 全長                       | 14.8m                                                                  |
| 全高                       | 6.8m                                                                   |
| 全幅                       | 5.3m                                                                   |
| 重量                       | 55.0t                                                                  |
| 最高速度                   | 190.0km/h                                                              |
| 乗員人数                   | 2名                                                                    |
| 武装                       | ビームホーン×2 重撃砲×2 四連速射砲 二連ガンランチャー ジャミングテイル |
| 主な搭乗者                 | ロジャース（旧） リウン・フト（ZBCG）                                  |

第一次大陸間戦争時代、ヘリック共和国軍が来るべき暗黒大陸上陸作戦のために開発したバッファロー型ゾイド。軽量硬質な装甲材質を用いることで機動性の向上も行われた。胸部は格納庫になっており、弾薬など物資を積むことが可能。
武装・装備
ビームホーン
カノンフォートの角部。ビーム砲であり、近距離戦において使用される。
二連ガンランチャー
腹部に装備する。
四連速射砲
背部に装備する。
重撃砲
背部に装備する。遠距離戦用の兵装。
カノンフォートは砲手と操縦士は分担されており、計2名が搭乗する。
ジャミングテイル
カノンフォートの尾部。妨害電波を発することが出来る。
キット
大型のゼンマイであるHiパワーユニットを動力とし、蹄部分だけがフリーの関節になった単純な四足歩行ギミックで歩行する旧シリーズ最後のゼンマイ駆動ゾイドである。連動ギミックとして背部（実獣の肩上部分）の重撃砲塔を左右約25度ずつ旋回させるとともに左右の重撃砲の砲身を互い違いに俯仰させる。手動ギミックはコックピットハッチの開閉（頭部・後ヒンジ）口の開閉、頭部の上下動および火器の旋回。
RHI-12 カノンフォート
1988年4月発売。
GZ-002 カノンフォート
2005年3月31日発売。Z-POINTは10。番組本編には登場しなかった。RHI-12とはカラーリングが異なり、装甲が青から濃緑色に、角と蹄がグレーからガンメタルに、シールもオリジナルのものに変更されている。その他の差異としては、関節キャップがガンスナイパーなどと同形のもの（赤）になっていることとパイロットフィギュアが一体のみになっていることが挙げられる。
作中の活躍
ZAC2051年における第一次暗黒大陸上陸作戦から実戦投入されたが、ダークホーンのハイブリッドバルカン砲に2体同時に貫通されている。
ZAC2052年にはシュウが率いる部隊機が暗黒大陸の偵察任務に従事している。
ZAC2053年にはロジャース少佐率いるカノンフォート隊が暗黒大陸の共和国軍前線基地でジーク・ドーベル、ガル・タイガーを中心とした高速部隊とギル・ベイダーに襲われて全滅した。
ZAC2101年10月にはニクス大陸において戦闘への参加が確認できる

### バリエーション（カノンフォート）
カクシャク
| カクシャク | カクシャク     |
| ---------- | -------------- |
| 分類       | バッファロー型 |
| 武装       | ロングホーン   |
| 主な搭乗者 | ハル           |

『ゾイドジェネレイションズ -ZOIDS GENERATIONS-』に登場するカノンフォートの改造機。長くなったビームホーン『ロングホーン』を持つ。

## ガル・タイガー
| ガル・タイガー GUL TIGER | ガル・タイガー GUL TIGER                                                                          |
| ------------------------ | ------------------------------------------------------------------------------------------------- |
| 番号                     | DPZ-16                                                                                            |
| 所属                     | ガイロス帝国(暗黒軍)                                                                              |
| 分類                     | トラ型 強行偵察型                                                                                 |
| 全長                     | 16.5m                                                                                             |
| 全高                     | 7.4m                                                                                              |
| 全幅                     | 6.0m                                                                                              |
| 重量                     | 75t                                                                                               |
| 最高速度                 | 260km/h                                                                                           |
| 乗員人数                 | 1名                                                                                               |
| ZEP                      | 攻撃力：22 防御力：13 総合力：35                                                                  |
| 武装 装備                | 超小型荷電粒子砲 連装ビーム砲 パラライザー サイドガーダー×4 ドップラーレーダー×2 パワーコネクター |

ガイロス帝国（暗黒軍）のトラ型ゾイド。機体呼称の「ガル」は破壊工作部隊の所属を意味する。情報収集任務から強化された装甲を活かした白兵戦も得意とし、アイス・ブレーザーの登場後はジーク・ドーベルとともにその随伴機としても運用された。ZAC2056年の惑星Zi大異変後でも生き残り、ガイロス帝国再建のため再配備。2059年の戦闘において活躍した。
武装・装備
超小型荷電粒子砲
背部に装備する。高い破壊力を有する。
ただし、マッドサンダーの反荷電粒子シールドを貫通する威力は持ち合わせていない。
連装ビーム砲
背部に装備する。
パラライザー
尾部に装備する。敵の動きを封じる効果を持つ。
サイドガーダー
四肢肩部の装甲。
ドップラーレーダー
ガル・タイガーの耳部。
パワーコネクター
グレードアップユニット用のマウント。
作中の活躍
サンダーヘルクレスと交戦した機体が、その攻撃を受け吹き飛ばされている。
キット
メカ生体ゾイドではガル・タイガーとジャイロクラフターはそれぞれ単品で発売
ZRC版の製品では別売りだったジャイロクラフターを同梱して発売された。

### バリエーション（ガル・タイガー）
ガルタイガーGC
| ガルタイガーGC GUL TIGER GC | ガルタイガーGC GUL TIGER GC                                                                         |
| --------------------------- | --------------------------------------------------------------------------------------------------- |
| 番号                        | GRZ-13                                                                                              |
| 所属                        | ガイロス帝国                                                                                        |
| 分類                        | トラ型                                                                                              |
| 全長                        | 16.5m                                                                                               |
| 全高                        | 9.3m                                                                                                |
| 全幅                        | 10.0m                                                                                               |
| 重量                        | 85.0t                                                                                               |
| 最高速度                    | 260km/h                                                                                             |
| 乗員人数                    | 1名                                                                                                 |
| 武装 装備                   | 超小型荷電粒子砲 連装ビーム砲 パラライザー サイドガーダー×4 ドップラーレーダー×2 ジャイロクラフター |

ガルタイガーに専用のグレードアップユニットであるジャイロクラフターを装着したバリエーション。ジャイロクラフターのエネルギー増幅装置によって機体本体の兵装パワーも向上。また、ジャイロクラフターの搭載によってガルタイガーは長距離飛行をも可能となった。
惑星Zi大異変によって発生した磁気嵐環境下でマグネッサーシステムを用いた飛行ゾイドが使用不能になった際は、大型ファンで推力を得るジャイロクラフターはその影響を受けない装備として機能し、ZAC2059年には大異変以降初の飛行ゾイドとして運用された。
作中の活躍
ZAC2053年10月に実施された暗黒大陸エントランス湾・共和国前線基地への攻撃に参加した。また、別のストーリーではブラックチャレンジャー鹵獲のため侵攻した共和国軍を迎撃した姿もみられる。
ガルタイガー荷電粒子砲試験仕様
| ガルタイガー荷電粒子砲試験仕様 | ガルタイガー荷電粒子砲試験仕様 |
| ------------------------------ | ------------------------------ |
| 所属                           | ガイロス帝国                   |
| 分類                           | トラ型                         |

電撃ホビーマガジン2009年8月号掲載。背部の小型荷電粒子砲を三連式に変更している。
ガル・タイガー改
『小学二年生』1990年9月号掲載ストーリーで登場。機体の頬部にパイプ状のパーツがみられるほか、ジャイロクラフターにラダー状のパーツが取り付けられている。
ガン・ギャラドとともに共和国軍の海底工場を攻撃した。

## キングライガー
| キングライガー KING LIGER | キングライガー KING LIGER                                                                                                  |
| ------------------------- | --- |
| 番号                      | RPZ-15 HRZ-012（ZRC） |
| 所属                      | ヘリック共和国 |
| 分類                      | ライオン型 |
| 全長                      | 19.8m |
| 全高                      | 7.9m |
| 全幅                      | 6.5m |
| 重量                      | 69t |
| 最高速度                  | 280km/h |
| 乗員人数                  | 1名 |
| ZEP                       | 攻撃力：16 防御力：17 総合力：33                                                                                           |
| 武装 装備                 | メガバルカン×2 レーザーブレード×4 ビームニードル 電磁シールド×4 アクティブレーダー×2 エネルギー加速装置×2 パワーコネクター |

第一次大陸間戦争時代に活躍したライオン型ゾイド。機動力と跳躍力に優れており、頭部のレーザーブレードを用いた格闘戦を得意とする。強力な防御機構である電磁シールド発生機を装備しているため、これで敵の攻撃をかわすことも可能。高度な情報処理能力を持っていることから前線部隊や局地戦部隊の隊長機として活躍した。
ZAC2056年の惑星Zi大異変により発生した磁気嵐を受け、ZAC2059年には環境対応化した機体が導入された。
武装・装備
メガバルカン
頭部両側面に装備している2基のバルカン砲。
レーザーブレード
後頭部のライオンのたてがみに相当する部分にある格闘ブレード。左右に2基ずつ（2対）あるので合計4本を装備している。
ビームニードル
尾先の武器。先端が突起状になっているが機能詳細は不明。
電磁シールド
四肢の肩部に内蔵されている電磁シールド発生装置。
アクティブレーダー
耳部のレーダー。
エネルギー加速装置
両脇に装備する装置。
パワーコネクター
背中に位置するグレードアップユニット搭載用のコネクタ。
作中の活躍
ギルベイダーのデータ収集のため、バトルクーガーやベアファイターNEWとともに誘導作戦に参加。ツインメイザーの直撃を受けて撃破された。別の戦いではギル・ベイダーの潜伏先を発見する任務に従事している。また、ブラックチャレンジャーを奪取するため同機に潜伏したキングライガーが作戦に成功し、幾つかの暗黒軍機を撃破するも、そのまま迎撃に現れたギル・ベイダーに撃墜されたストーリーも存在する。中央大陸へギガンティスが襲来した際は応戦した機体も確認される。また、オルディオスがデスザウラーに捕獲された戦いでは、火器を使い同機の脱出を支援している。その他の戦いでは襲来したギルベイダーに撃破された姿も確認できる。

### バリエーション（キングライガー）
キングライガー（ウイングライダー装備）
| キングライガー（ウイングライダー装備） | キングライガー（ウイングライダー装備） |
| -------------------------------------- | -------------------------------------- |
| 所属                                   | ヘリック共和国                         |
| 分類                                   | ライオン型                             |
| 重量                                   | 設定なし                               |
| 主な搭乗者                             | ホワイト大佐（新バトルストーリー）     |

ウイングライダーはキングライガーへの装備を前提に開発されたグレードアップユニットである。短距離飛行を可能とさせるグライダーを装備させた形態であり、ウイングライダーは戦闘時の運動性と攻撃力を増強させるユニットでもある。しかしながら、キングライガー以外のゾイドに接続した場合、飛距離が低下するデメリットを併せ持っている。
ウイングライダーを装備した形態の公式呼称は定められておらず、バトルストーリーでは一貫してキングライガーと表記されている。
作中の活躍
ZAC2054年2月。ホワイト大佐率いる部隊機がロイ・ジー・クルーガ少尉操縦のサラマンダーF2と共にギル・ベイダー基地を襲撃したが、ギル・ベイダーの圧倒的なパワーの前に撃破されてしまった。
キングバロン
| キングバロン | キングバロン |
| ------------ | --- |
| 番号         | RPZ-20 |
| 所属         | ヘリック共和国 |
| 分類         | ライオン型 |
| 全長         | 19.8m |
| 全高         | 8.6m |
| 全幅         | 6.8m |
| 重量         | 73t |
| 最高速度     | 270km/h |
| 乗員人数     | 1名 |
| ZEP          | 攻撃力：24 防御力：14 総合力：38 |
| 武装 装備    | メガバルカン×2 6門加速ビーム砲×1 3門機銃×1 サイドミサイルポッド×2 レーザーブレード×4 ビームニードル×1 火炎ビーム砲×1 電磁シールド×4 エネルギー加速装置×2 3D後方レーダー パワーコネクター |

RPZ-15 キングライガーの武装強化型。サイドミサイルポッドや6門加速ビーム砲など、火力を増強。最高速度こそ落ちたものの、エネルギー加速装置により機動性自体はアップしており、共和国軍の小隊指揮官機として活躍した。 
武装・装備
※以下は、通常型のキングライガーに追加された装備のみを記載。
6門加速ビーム砲
胸部（喉元）に3連装砲を2基装備する。
3門機銃
6門加速ビーム砲の下に装備されている3連装の機銃。砲身長と砲口径が3つとも異なっている。
サイドミサイルポッド
エネルギー加速装置の根元にあたる両脇に装備する4連装ミサイルポッドで、ドラム（円筒）型の形状をしている。
火炎ビーム砲
頭頂部に追加された2連装の火器。
3D後方レーダー
尾先に内蔵されている後方レーダー。通常型の尾先との外見上の違いは無い。
作中の活躍
暗黒軍の襲撃で窮地に陥ったガンブラスター部隊の基地に救援としてかけつけ、オルディオスの攻撃を躱したアイス・ブレーザーに加速ビーム砲を命中させた。ただし、撃破には及ばずに逃亡を許している。
キングライガー高速試験仕様
| キングライガー高速試験仕様 KING LIGER Super-high speed Type | キングライガー高速試験仕様 KING LIGER Super-high speed Type |
| ----------------------------------------------------------- | ----------------------------------------------------------- |
| 所属                                                        | ヘリック共和国                                              |
| 分類                                                        | ライオン型                                                  |

電撃ホビーマガジン2009年7月号に掲載。キングライガーの電磁シールドを強化し、背面に加速用スラスターを設置したタイプ。作例では背面に4基、後脚に2基のブースターを増設したものとなっているが、併載されたデザイン画では4発のスタビライザー付きブースターを背面に装備している。

## ゴッドカイザー
| ゴッドカイザー | ゴッドカイザー                                                                                              |
| -------------- | --- |
| 番号           | RPZ-19 |
| 所属           | ヘリック共和国                                                                                              |
| 分類           | ティラノザウルス型                                                                                          |
| 全長           | 23.2m |
| 全高           | 7.8m |
| 全幅           | 7.0m |
| 重量           | 85t |
| 最高速度       | 135km/h |
| 乗員人数       | 1名 |
| 主な搭乗者     | ボビー・マックスウェル（ZBCG）                                                                              |
| ZEP            | 攻撃力：23 防御力：15 総合力：38                                                                            |
| 武装 装備      | サンダーソード×1 メタルクロー×2 電磁ビーム砲×1 三連キャノンビーム砲×1 二連装ショットガン×2 パワーコネクター |

第一次大陸間戦争時代に開発されたヘリック共和国軍のティラノザウルス型ゾイド。強攻型戦闘メカとも評され、惑星Ziに生息するティラノサウルス型ゾイドの亜種の一つをベースにしている。レーダー対策として全高が低く設計されており、サンダーソード、メタルクローという装備で格闘戦を得意とする。TFゾイドとの合体を想定した機体。ZAC2056年の惑星Zi大異変で絶滅した多くのゾイド同様、第二次大陸間戦争時代には登場しない
武装・装備
サンダーソード
頭部の角。
メタルクロー
状況によって長さを調節可能な前脚の爪。超合金製。
電磁ビーム砲
サンダーソードの上に装備。
三連キャノンビーム砲
背中の上に、後ろ向きに装備。
二連装ショットガン
背部後方に、後ろ向きに装備。
パワーコネクター
背中に備える。
作中の活躍
TFゾイドとの連携作戦で活躍。ショットイーグルに誘導されたデスタンクに対して本機は地面からの待ち伏せ攻撃で足止めを成功させ、そのままバトルクーガーたちとともに一斉射で撃破に追い込んだ。
別の戦いではオルディオスとギル・ベイダーの活躍に加勢し、オルディオスのグレートバスターによって墜落したギルベイダーの主翼をメタルクローによって切断してみせた。
オルディオスとともに暗黒軍基地へ潜入した戦いではデビルコングと交戦し劣勢に立たされるが、突入したショットイーグル、ゴルゴランチャーによって窮地を脱し、ショットイーグルと合体。ゴルゴランチャーと合体したオルディオスとともに集中砲火を浴びせデビルコングを撃破した。
キット
下顎、前脚、後脚が連動して歩行する。前脚の爪「メタルクロー」は手動で長さを調節可能。パワーコネクターを使用する際は三連キャノンビーム砲を外す必要がある。

## ゴルヘックス
| ゴルヘックス GORHECKS | ゴルヘックス GORHECKS |
| --------------------- | --- |
| 番号                  | RHI-4（旧） RZ-066（新） |
| 所属                  | ヘリック共和国 |
| 分類                  | 恐竜型 電子戦用戦闘機械獣 ステゴサウルス型 |
| 全長                  | 14.8m |
| 全高                  | 7.2m |
| 全幅                  | 5.8m |
| 重量                  | 58.5t |
| 最高速度              | 120.0km/h |
| 乗員人数              | 1名 |
| 武装（旧）            | 二連装ビーム砲×1 二連装ミサイル×2 ミサイルポッド×4 全方位型コックピット クリスタルレーダーユニット デルタ・ボックスフレーム 超音波駆動エンジン |
| 武装（新）            | AZ250mm2連装ビーム砲 AZ2連装ミサイルランチャー 地対地2連装ミサイルポッド×2 全天候3Dアンテナ×4 クリスタルレーダーフィン×12                      |
| 主な搭乗者            | トライ・アバロン（ZBCG） バディター・ロウエン伍長（新）                                                                                        |

中央大陸戦争時代に開発されたヘリック共和国軍のステゴサウルス型ゾイド。ゴルドスより遥かに小型軽量化されているが、装甲は厚い。こと電子戦においてはゴルドスを凌駕する戦果をあげた機体である。ZAC2056年の惑星Zi大異変によってゴルヘックス最大の武器であるクリスタルレーダーの技術が失われてしまったが、共和国開発部の研究により復活。さらにダークスパイナーのジャミングウェーブを無効化するためクリスタルレーダーの出力を上げ、ZAC2106年、量産と再配備が行われた。
武装・装備
（旧）は中央大陸戦争時代、（新）は第二次大陸間戦争時代の装備呼称。
二連装ビーム砲（旧） / AZ250mm2連装ビーム砲（新）
頸の上に装備する。
二連装ミサイル（旧） / 地対地2連装ミサイルポッド（新）
尾部側面のハードポイントに装備する。
ミサイルポッド（旧） / 全天候3Dアンテナ（新）
尾部先端の4つの突起部。中央大陸戦争時代においてはミサイルポッドであったが、第二次大陸間戦争時代においては全天候3Dアンテナへと変更されている。
全方位型コックピット（旧）
ゴルヘックスのコクピット。乗降の際は頭部下面にシートが展開する。
クリスタルレーダーユニット（旧） / クリスタルレーダーフィン
ゴルヘックス背部の背ビレ。あらゆる周波数を即座にサーチする性能を持ち、高性能コンピュータとの連動でジャミングから索敵まで幅広い運用が行われる。
第二次大陸間戦争時代においては、同位相の異なる周波数の電波を用いることでダークスパイナーのジャミングウェーブに対処する用法も存在した。また、ジャミングによってキメラブロックスと母機の通信を分断することも可能。
デルタ・ボックスフレーム（旧）
ゴルヘックスのボディフレーム。これによってより多くの電子機器を搭載することに成功している。
超音波駆動エンジン（旧）
脚部のダクト状パーツに装備する。
AZ2連装ミサイルランチャー（新）
腹部の下に装備する。
キット
キットは大型のゼンマイであるHiパワーユニットを動力とし、一体成形の脚部を持つ単純な四足歩行ギミックにより歩行する。特徴であるクリスタルレーダーはクリアパーツで再現。連動ギミックとして、頭部およびその直上にある2連装ビーム砲の左右旋回と、背部クリスタルレーダーユニットの開閉（中央の4対のみ）を有する。手動ギミックは、下顎（コクピット下面搭乗ハッチ）の開閉および火器の旋回。
『ゾイドバトルストーリー』において製作に参加したスフィウスLABの堀井敏之は自身のTwitterにおいて、ゴルヘックスのデザインを行った旨のコメントをしている。
RHI-4 ゴルヘックス
1987年9月発売。黒と白とクリアパープルのカラーリング。
RZ-066 ゴルヘックス
2003年2月27日発売。緑と灰色とクリアオレンジのカラーリング。Z-POINTは10となる。
FZ-010 ゴルヘックス
2004年9月30日発売。青と銀色とクリアオレンジのカラーリング。成型色とシールを変更したゴルヘックスにパトライトを同梱したキットとなる。Z-POINTは13。
本発売前には『Z.A.C-10 ゴルヘックスBPS』という商品名でアナウンスされていた。
作中の活躍
バトルストーリー
ZAC2106年厳冬期にはクリスタルレーダー増幅用ブースターを取りつけた機体が活躍。ライガーゼロパンツァーと連携しダークスパイナーに立ち向かうも、ゼロパンツァーが窮地に追いやられたことから自爆によりダークスパイナーを刺し違えて撃破した。同年早春のクック要塞奪還戦にも参加し、ダークスパイナーのジャミングウェーブ遮断に成功している。
アニメ
『ゾイドフューザーズ』ではゴジュラスギガやアロザウラーとともにブルーシティ治安局に配備され、パトライトを装着したゴルヘックスBPS（キットの商品名は「FZ-010 ゴルヘックス」）が第1話から登場している。他にもRZ仕様のカラーリングの機体が各所に確認できる。主なパイロットはディド。
アニメ『ゾイドジェネシス』では劇中には登場しないが、アバンタイトルでシルエットのみ確認できる。
ゲーム
『ゾイド2 ゼネバスの逆襲』『ZOIDS黙示録』
『ゾイド -ZOIDS- 邪神復活!〜ジェノブレイカー編〜』
中型ゾイドとして登場。通常タイプと改造タイプ2種類の合計3種類が実装されている。
『ZOIDS 〜白銀の獣機神ライガーゼロ〜』
『ZOIDS 帝国VS共和国 メカ生体の遺伝子』『ZOIDS2 ヘリック共和国VSガイロス帝国』
共和国側の中型ゾイドとして登場。
「ZOIDS SAGAシリーズ」

### バリエーション（ゴルヘックス）
ゴルヘックスBPS
| ゴルヘックスBPS GORHECKS GORHECKS BPS | ゴルヘックスBPS GORHECKS GORHECKS BPS                                                                                                |
| ------------------------------------- | --- |
| 番号                                  | FZ-010 |
| 所属                                  | ブルーシティ治安局 |
| 分類                                  | ステゴサウルス型 |
| 全長                                  | 14.8m |
| 全高                                  | 7.2m |
| 重量                                  | 58.5t |
| 最高速度                              | 120.0km/h |
| 乗員人数                              | 1名 |
| 武装                                  | AZ250mm2連装ビーム砲 AZ2連装ミサイルランチャー 地対地2連装ミサイルポッド×2 全天候3Dアンテナ×4 クリスタルレーダーフィン×12 パトライト |
| 主な搭乗者                            | ディド（フューザーズSAGA DS） |

『ゾイドフューザーズ』に登場するゴルヘックスの治安局仕様機。この呼称は雑誌掲載時のもので、作中では単にゴルヘックスと呼称されている。
ゴルスナイパー
| ゴルスナイパー | ゴルスナイパー   |
| -------------- | ---------------- |
| 所属           | ヘリック共和国   |
| 分類           | ステゴサウルス型 |

月刊コロコロコミック2003年05月号およびゾイド公式ファンブック4巻に掲載。FZ-010 ゴルヘックスを、BZ-010 ボルドガルドのパーツで強化したチェンジマイズ機。ゴルヘックスの電子システムとの連動は、超精密射撃を可能とする。
本来は地対地2連装ミサイルポッドを設置する尾部の3mm軸に、ジョイントパーツJ7を介し、ボルドガルドのコクピット・火砲・ブロック・その他パーツで構成された対空砲座を接続している。
ゴルブレード
『FZ-010 ゴルヘックス』商品パッケージに掲載。ゴルヘックスとFZ-005 レオブレイズとのユニゾンバリエーション。
観測用仕様
| ゴルヘックス 観測用仕様 | ゴルヘックス 観測用仕様                                   |
| ----------------------- | --------------------------------------------------------- |
| 所属                    | ヘリック共和国                                            |
| 分類                    | ステゴサウルス型                                          |
| 武装                    | 燃料タンク レーダー エレベーター 望遠鏡 ドーム 強力ライト |

『RHI-4 ゴルヘックス』商品パッケージに掲載されたバリエーション。クリスタルレーダーの代わりに望遠鏡や居住スペース、パラボラ状レーダーなどが備えられたタイプ。ゾイド星の知られざる場所を調査するために用いられる。
ゲーム『ゾイド -ZOIDS- 邪神復活!〜ジェノブレイカー編〜』では「サイトヘックス」という名称で登場している。固定装備の中にデルタフレーム（デルタ・ボックスフレーム）も確認できる。
巨大電磁砲仕様
| ゴルヘックス 巨大電磁砲仕様 | ゴルヘックス 巨大電磁砲仕様                  |
| --------------------------- | -------------------------------------------- |
| 所属                        | ヘリック共和国                               |
| 分類                        | ステゴサウルス型                             |
| 武装・装備                  | 収電磁ガード 大容量コンデンサ 電磁波発生装置 |

『RHI-4 ゴルヘックス』商品パッケージに掲載されたバリエーション。クリスタルレーダーの代わりに電磁砲を装備したタイプ。金属を原子の単位まで破壊することが可能。
『ゾイド -ZOIDS- 邪神復活!〜ジェノブレイカー編〜』では「ボルヘックス」という名称で登場、武装が「だいでんじほう（大電磁砲）」と表記されている。固定装備の中にデルタフレーム（デルタ・ボックスフレーム）も確認できる。
レーダーレンジブースター装備型
| ゴルヘックス レーダーレンジブースター装備型 | ゴルヘックス レーダーレンジブースター装備型 |
| ------------------------------------------- | --- |
| 所属                                        | ヘリック共和国 |
| 分類                                        | ステゴサウルス型 |
| 武装                                        | AZ250mm2連装ビーム砲 AZ2連装ミサイルランチャー 地対地2連装ミサイルポッド×2 全天候3Dアンテナ×4 クリスタルレーダーフィン×12 レーダーレンジブースター |

RZ版ゴルヘックス付属オフィシャルファンブックエクストラに掲載されたバリエーション。背ビレのクリスタルレーダーフィンに電子戦装備の出力向上とクリスタルの振動増幅を行うブースター装置を搭載したもの。同冊子付属のバトルストーリーにおいても同様のブースター装備型が活躍するが、挿絵ではノーマルのゴルヘックスが描かれている。
ゴルガナー
| ゴルガナー | ゴルガナー       |
| ---------- | ---------------- |
| 所属       | ヘリック共和国   |
| 分類       | ステゴサウルス型 |

小学館「ゾイドバトルストーリー3」にて登場した改造機。背部に大型キャノン砲を装備し、機体を迷彩色に塗り替えている。
ストーリーではZAC2044年12月の戦いでクック基地攻撃を敢行、偽装氷山の主砲として停泊中の帝国軍北洋艦隊の殲滅に活躍している。
機体名称は、学年誌「小学三年生」1988年12月号付録カードによるもので、初出となる同誌1988年1月号やバトルストーリー3ではともに固有の名称は定められていない（「改造ゴルヘックス」と記載）。
漫画「ゾイドバトルコミック」の『小学三年生』1988年4月号掲載分にも登場。バトルストーリー同様に氷山に偽装した移動要塞に積載されクック基地を襲撃するが、フランツ・ハルトマンのハンドミサイルを受けて撃破された。

## ジーク・ドーベル
| ジーク・ドーベル ZEEK DOBER | ジーク・ドーベル ZEEK DOBER                                                                               |
| --------------------------- | --- |
| 番号                        | DPZ-13（旧） GRZ-07（ZRC）                                                                                |
| 所属                        | ガイロス帝国(暗黒軍)                                                                                      |
| 分類                        | ドーベルマン型 高速格闘戦型                                                                               |
| 全長                        | 15.2m |
| 全高                        | 9.0m |
| 全幅                        | 6.1m |
| 重量                        | 61t |
| 最高速度                    | 350km/h                                                                                                   |
| 乗員人数                    | 1名 |
| 主な搭乗者                  | キリー・ブラック（ZBCG）                                                                                  |
| ZEP                         | 攻撃力：20 防御力：10 総合力：30                                                                          |
| 武装 装備                   | ヘルブレイザー×2 フォトン粒子砲×2 パルスガン×1 高機動ブースター×1 ドップラーレーダー×2 パワーコネクター×1 |

ガイロス帝国軍（暗黒軍）ドーベルマン型ゾイド。所属部隊名を機体呼称に現す旧暗黒軍の習わしから「ジーク＝皇帝直属部隊」の名を冠する。野生体は生存数の多いドッグ型に分類され、ベースの戦闘力を装備構成で補う設計がなされている。機動性に優れステルス機能を持つため、情報収集のための隠密行動から高速域での格闘戦で活躍する。ZAC2057年には磁気嵐対応とアイスメタル技術による装甲の強化措置が施された。第二次大陸間戦争時代には姿が見られなくなっている。
武装・装備
ヘルブレイザー
背部に装備する。格闘戦において敵を切り裂く兵装。
高速戦時は展開することで機体の加速を補助する。
フォトン粒子砲
背部に装備。凄まじい威力を誇る。
パルスガン
尾部に装備する。
高機動ブースター
背部に装備。機体を最高速度まで加速させる。
ドップラーレーダー
ジーク・ドーベルの耳部。
パワーコネクター
背部に装備する。グレードアップユニット装備用のマウントラッチ。
作中の活躍
時期不明の戦いでは、ガンブラスターが暗黒軍の基地を攻撃した際にその足元を攻撃する活躍を見せた。また、ファイヤーフロッグの攻撃から逃れたハウンドソルジャーと交戦したストーリーもみられる。また、サンダーヘルクレスと交戦し、撃破されたストーリーもみられる。そのほか、シルバーベイダーの襲来に対し応戦した機体、キングゴジュラスに踏みつぶされた機体、デスザウラーのSOSを受け、デス・キャットとともに救援へ向かった機体もみられる。ウルトラザウルスと交戦したストーリーでは、ヘルブレイザーによってその首を切断している。
ZAC2059年10月にはキングゴジュラスのエネルギー変換システムと西方大陸で発見された旧古代技術を応用して導入した無人制御仕様機が多数配備され、リーバンテ島での戦いで活躍した。
キット
DPZ-13 ジーク・ドーベル
1989年8月発売。
DPZ-21 アイス・ブレーザー
1990年6月発売。キットでは、アイスメタル装甲部位を銀メッキで再現している。ジーク・ドーベルとして組み立てることも可能。
GRZ-07 ジークドーベル
2008年11月27日発売。基本仕様はDPZ-13 ジーク・ドーベルの復刻となるが、尾部や背部主砲のケーブル部など、一部パーツ形状は変更されている。

### バリエーション(ドーク・ドーベル)
パルスキャノン装備機
パルスキャノンはジーク・ドーベルへの装備を前提に開発されたグレードアップユニットである。同装備を装着することによってジーク・ドーベルは多数の敵との交戦が可能となる。パルスキャノンは毎秒数百発のパルス弾を発射する兵装であり、超硬質の装甲を貫通する威力を持つ。反面、ジーク・ドーベル以外のゾイドに使用した際はエネルギー消費量が増大してしまう。
公式で形態の呼称は定められていない。
作中の活躍
ZAC2053年10月の暗黒大陸エントランス湾の戦いにおいて、共和国前線基地に攻撃する機体の一つとして参加。
その他の戦いでは、ライジャーとともにベアファイターNEWなどを擁する共和国部隊へ攻撃。その後ハウンドソルジャーによってアイアンコングMk-II量産型が撃破され、救援要請を受けると迎撃に向かい同機と交戦した。また、ライジャーを引き連れて共和国軍基地に襲撃したストーリーではガンブラスターにライジャーを撃破され退避、ハウンドソルジャーと交戦、共和国軍に包囲されたあと上空から現れたガル・タイガーGCに救援されている。
アイス・ブレーザー
| アイス・ブレーザー | アイス・ブレーザー |
| ------------------ | --- |
| 番号               | DPZ-21 |
| 所属               | ガイロス帝国(暗黒軍) |
| 分類               | ドーベルマン型 |
| 全長               | 14.4m |
| 全高               | 9.4m |
| 全幅               | 10.8m |
| 重量               | 64t |
| 最高速度           | 390km/h |
| 乗員人数           | 1名 |
| ZEP                | 攻撃力：23 防御力：15 総合力：38 |
| 武装 装備          | ハイパーフォトン粒子砲×2 頭部機銃×2 ヘルブレイザー×2 ビームライフル×2 ドップラーレーダー×2 パルスガン 高機動ブースター パワーコネクター |

DPZ-13 ジーク・ドーベルの強化機。ガン・ギャラドの配備に伴って陸戦や空戦、さらには夜戦に対応した万能ゾイドとして改造された。頭部や首周りにはビームを反射するアイスメタル装甲を採用し、背部にはヘルブレイザーの他に可変翼を装備することで機動性の向上を図っている。
武装・装備
ハイパーフォトン粒子砲
フォトン粒子砲を強化した兵装。
マズル部には銀色のパーツが追加されている。
頭部機銃
頭部の追加装備。
ビームライフル
追加された火器で、首部または脚部に装備される。　
可変翼
背部に追加された装備。
翼部には機銃を有する。
ジークドーベル無人機（エリミネーター）
| ジークドーベル無人機（エリミネーター） | ジークドーベル無人機（エリミネーター） |
| -------------------------------------- | -------------------------------------- |
| 所属                                   | ガイロス帝国                           |
| 分類                                   | ドーベルマン型                         |

電撃ホビーマガジン2009年6月号掲載。ジークドーベルの無人仕様で、ガイロス帝国の秘密警察において運用される。
この機体にディオハリコンシリンダーを接続し、ゾイドコアの活性化と出力強化を行うプランも存在したとされるが、関係者の失踪によって廃案となっている。

## シャドーフォックス
| シャドーフォックス SHADOW FOX | シャドーフォックス SHADOW FOX |
| ----------------------------- | --- |
| 番号                          | RZ-046 |
| 所属                          | ヘリック共和国（バトルストーリー） |
| 分類                          | キツネ型 |
| 全長                          | 17.3m |
| 全高                          | 8.0m |
| 重量                          | 52.0t |
| 最高速度                      | 290.0km/h |
| 乗員人数                      | 1名 |
| 武装 装備                     | エレクトロンバイトファング ストライクレーザークロー×4 3Dレーダー&マルチイヤーセンサー×2 AZ30mm徹甲レーザーバルカン×1 マルチウエポンラック ショルダーウエポンラック スモークディスチャージャー×6 アンカー×4 AZ70mm内蔵型電磁ネット砲×1 光学迷彩 消音システム |
| 主な搭乗者                    | サヤカ・クーイン中尉（ZBCG, バトルストーリー） マービス（フューザーズ） シャウ・アクセル(漫画ゾイドウォーズ・ゼロ) |

『ゾイドバトルストーリー』におけるシャドーフォックス
第二次大陸間戦争期にヘリック共和国軍が開発したキツネ型ゾイド。すでに旧式化しつつあったコマンドウルフの後継機に当たる機体であり、ライガーゼロの支援機として開発された。光学迷彩および消音システムによるステルス機能や超高性能センサーを駆使し、敵地での強行偵察や破壊活動に活躍する。高い基本性能を有する機体であるが、ベースとなるゾイドの生存数から量産性に課題を残している。
アニメ『ゾイド新世紀スラッシュゼロ』におけるシャドーフォックス
バックドラフト団のラオン博士が独自開発した新型ゾイド。作中ではバラッド・ハンターの搭乗した機体が活躍した。詳細はシャドーフォックス（バラッド仕様機）を参照。
『ゾイドオリジナル』におけるシャドーフォックス
『ZOIDS concept art』の世界観を踏襲する『ゾイドオリジナル』では、中央大陸戦争時代に確認されたミラージュフォックスをベースに、暗黒大戦期に導入されたゾイドがシャドーフォックスであるとされる。
『HMM（ハイエンドマスターモデル）』におけるシャドーフォックス
旧式化したコマンドウルフに変わるライガーゼロの支援機として、ライガーゼロから得た帝国製技術を組み込んで完成した狐型ゾイドという設定。バラッド機は誕生経緯がアニメの物から大幅にアレンジされ、ラオンが経年により埋没・散逸した機体データの断片とオリジナル版を撮影した戦場写真から自力で再生・完成させたレプリカ版となっている。
武装・装備
エレクトロンバイトファング
シャドーフォックスの牙部。
ストライクレーザークロー
四肢の爪部。レーザーを発生させ敵機を切断する装備。
3Dレーダー&マルチイヤーセンサー
シャドーフォックスの耳部。敵の無線通信を傍受できる
AZ30mm徹甲レーザーバルカン
背部に装備。貫通力の高い速射型のレーザー砲であり、大型ゾイドの重装甲を貫く威力を秘める。
マルチウエポンラック
AZ30mm徹甲レーザーバルカンを取り付けるウェポンラック。簡易版CASと言えるもので、容易に武装を変更できる。これにより、AZ30mm徹甲レーザーバルカン以外にも様々な兵装を搭載可能である。
ショルダーウエポンラック
前肢付近の背部に設置される。装備を増設可能。
スモークディスチャージャー
機体各部の網目状部分（四肢と尻尾）に設置される。
アンカー
四肢に設置される。
AZ70mm内蔵型電磁ネット砲
尾部に格納される。
光学迷彩
エネルギースクリーンを展開することで機体後部の映像を前面に投影させるステルス装備。
増速用ブースター
『HMM』版ではマルチウェポンラックの後端に装備する。
キット
タカラトミー版
動力源は、大型のゼンマイであるHiパワーユニット。爪先だけがフリーの関節になった単純な四足歩行ギミックを有する。連動ギミックは無し。手動ギミックは、コックピットハッチ（頭部・後ヒンジ）の開閉、下顎の開閉、頭部全体の上下左右動、尾の上下動、電磁ネット砲（尾部）の開閉、マルチウエポンラック（背部銃架）の上下動、レーザーバルカンの砲身回転（基部側面のつまみからギアで駆動）。
ゼンマイの竜頭は着脱式となっており、ディスプレイ時は尾部に電磁ネット砲の弾体として収納する。ショルダーウエポンラックは、円形のカバーを外すと接続ピンが露出する。
RZ-046 シャドーフォックス
2001年5月26日発売。Z-POINTは10。成型色は大まかに、本体外装部がミッドナイトブルー（黒に近い紺）、フレームが濃いガンメタル、四肢の爪やレーザーバルカンが銀色、目がクリアオレンジ、関節キャップが黒、パイロットフィギュアがダークグレー。本体外装部には金色の部分塗装が施されている。
開発はトミーの苑田文明が担当した。苑田はインタビューに際し、ライガーゼロの随伴機として対照的な黒色や、忍者の意匠が取り入れられていると語っている。
アメリカのハズブロ社より海外版としても発売され、こちらでの商品名は「#046 Shadow Fox」。
10 ファイアーフォックス
ハピネット加盟店限定で2003年8月28日発売。ボックスアートは開田裕治が担当。『ZOIDS妄想戦記』シリーズ第10弾として限定販売された（第09弾キャノニアーゴルドスと同時発売）。成型色は大まかに本体外装部が赤、フレームが黒、四肢の爪やレーザーバルカンがくすんだ金色、目がクリアグリーン、関節キャップがクリーム色、パイロットフィギュアが青。本体外装部には銀色の部分塗装が施されている。シールは当キット用の新規のもの。このシールには機体の型式番号は見られないが、ネオゼネバス帝国の国章（ヘリック共和国ではなく）や「EZ」の文字があしらわれている。カラーリング以外の形状は通常のシャドーフォックスと同様。
ミラージュフォックス
タカラトミーモール限定販売。2013年6月から出荷が開始された。
開発はタカラトミーの苑田文明が担当。苑田はインタビューにおいて、シャドーフォックスとは対照的に女性的なデザインや日本の伝承における化け狐のイメージを取り入れたと語っている。また、肩アーマーには日本刀や狐火の意匠、Aタイプにおける背中のパーツには中抜きと合わせて狐の親子の意匠が組み込まれているという。

HMMシリーズ
シャドーフォックス
2012年10月発売。シリーズ第34弾。ボックスアートはマーシーラビットが担当。バラッド・ハンターのパイロットフィギュアが付属している。
ファイアーフォックス
2013年10月発売。シャドーフォックスのバリエーション機として発売。
作中での活躍
ゾイドバトルストーリー
ZAC2101年7月。暗黒大陸・エントランス湾の戦いにおいて閃光師団の機体として参戦し、ライトニングサイクスとも交戦した。また、偵察によって鉄竜騎兵団の秘密基地を発見する活躍を見せた。
アニメ
『ゾイドフューザーズ』では第10話にて初登場。元チーム・マッハストームメンバーのマービスの乗機。その他、第20話にてデザートイエローカラーの機体が登場する。
『ゾイドジェネシス』の第4,24話などにデザートイエローの機体が登場する。初登場時にはムラサメライガーとレインボージャークに敗れ、再登場時にはバイオケントロに血祭りに上げられる。
しかし、ディガルド討伐軍に多くの機体が参加し、重要戦力となった。
ゲーム
『ZOIDS SAGA』ではシリーズを通して登場。『ZOIDS VS.』シリーズにもシリーズを通して登場。「ストライクレーザークロー」が超必殺技として再現されている。『ゾイドタクティクス』にも登場する。
『ゾイドバトルカードゲーム』に於いてゾイドカード「シャドーフォックス」は、通常ラインナップでは共和国軍／ブースターパックVol.05にのみ登場。「RZ-046 シャドーフォックス」のキットの初回生産版特典としても添付された。以上、ゾイドカード「シャドーフォックス」の絵柄は全二種類。
『ゾイドスクランブル』のゾイドカード「シャドーフォックス」は、スターターパックVol.1（およびブースターパックVol.1）、スターターパックVol.2（およびブースターパックVol.3）の二度登場。
『ゾイドカードコロシアム』でゾイドカード「シャドーフォックス」（バトルレベル6）は、通常ラインナップではVol.4にのみ登場。また、コカ・コーラオリジナルゾイドスペシャルカードにもラインナップされた。
その他、ゲームボーイカラー用ゲームソフト『ZOIDS 〜白銀の獣機神ライガーゼロ〜』にも登場。

### バリエーション（シャドーフォックス）
シャドーフォックス（バラッド仕様機）
| シャドーフォックス | シャドーフォックス                            |
| ------------------ | --------------------------------------------- |
| 所属               | チーム・ブリッツ（スラッシュゼロ）            |
| 分類               | キツネ型                                      |
| 全長               | 17.3m                                         |
| 全高               | 8.0m                                          |
| 重量               | 52.0t                                         |
| 最高速度           | 290.0km/h                                     |
| 乗員人数           | 1名                                           |
| 主な搭乗者         | バラッド・ハンター（スラッシュゼロ, SAGA DS） |

アニメ『ゾイド新世紀スラッシュゼロ』第20話から登場。バックドラフト団に参加したラオン博士が開発したゾイド。機体性能を十分に発揮できるパイロットがバックドラフト団にはおらず持て余していたところ、シャドーフォックスを追い、愛機コマンドウルフACを失ったバラッド・ハンターに譲渡され、チーム・ブリッツと対戦することとなる。僅か30秒で、レイノスとガンスナイパーLSを瞬く間に撃破。ライガーゼロゼロイエーガーとの対決では、狭所や急斜面を自在に走り抜ける機動力と、死角からの射撃能力を駆使し互角の勝負を展開した。最終的に、バラッドのゾイドギア申請行為と「シャドーフォックスに惚れた、バックドラフトとつるむ気は無い」という彼の意思表示により、正式にチーム・ブリッツ所属機となった。
第24話では、チーム・ライトニングのライトニングサイクスをスモークディスチャージャーの撹乱攻撃で撃破し、続く25話におけるチーム・フリューゲルとの対戦では、ジャッジサテライトによる死角を利用した精密射撃で、ガンスナイパーを撃破した。ロイヤルカップ最終戦では、バーサークフューラーの右側のバスタークローを破壊して戦力を奪い、ライガーゼロのCAS換装の時間を稼ぐべく単機で挑むも、撃破されてしまう。
シャドーフォックスS
| シャドーフォックスS | シャドーフォックスS        |
| ------------------- | -------------------------- |
| 所属                | ヘリック共和国軍・閃光師団 |
| 分類                | キツネ型                   |

ゲームソフト『ZOIDS VS 2』に登場。
ヘリック共和国軍閃光師団内の一部隊であるチームシャドーに配備されたRZ-046 シャドーフォックス。
前述の設定は、ニンテンドー ゲームキューブ用ゲームソフト『ZOIDS VS.』シリーズにて付加されたもの。外観はノーマルのシャドーフォックスと変わらない。ゲーム『ゾイドタクティクス』においては敵機として登場する。
ファイアーフォックス
| ファイアーフォックス FIRE FOX | ファイアーフォックス FIRE FOX |
| ----------------------------- | --- |
| 番号                          | RZ-046 |
| 所属                          | ヘリック共和国 / 閃光師団 / レイフォースエンジェルス ネオゼネバス帝国 |
| 分類                          | キツネ型 |
| 全長                          | 17.3m |
| 全高                          | 8.0m |
| 重量                          | 52.0t |
| 最高速度                      | 290km/h |
| 乗員人数                      | 1名 |
| 武装・装備                    | エレクトロンバイトファング ストライクレーザークロー×4 3Dレーダー&マルチイヤーセンサー×2 AZ30mm徹甲レーザーバルカン×1 ショルダーウエポンラック スモークディスチャージャー×4 アンカー×4 AZ70mm内蔵型電磁ネット砲×1 |
| 主な搭乗者                    | エンジェル・ヒキタ（ネオゼネバス帝国、階級不明） ミッシェル・ガンティ（ネオゼネバス帝国、大尉 レッドイリュージョン隊）                                                                                           |

RZ-046 シャドーフォックスをベースに、脳波コントロールシステムを搭載した機体。赤い機体色が特徴。9機が製作された。1番機から8番機までは、それぞれ異なる特殊装備を持つ。「九尾の狐（ナインテール）」と呼ばれる9番機には、他の8機の全特殊装備ともうひとつの特殊装備が施されている。これら特殊装備の詳細は不明である。
キャノニアーゴルドスとの連携を目的としていたが、帝国軍諜報部により奪取され、帝国軍レッドイリュージョン部隊に配備された。
『HMM（ハイエンドマスターモデル）』におけるファイアーフォックス
当初はフォックスの生産性、操作性を検討した検証機「ブレイザーフォックス」という名称であり、カラーリングもグリーンを基調としていた。操作性においてはガンスナイパーで採用されていた簡易オーガノイドシステム、加えて民間企業「ハイトリック社」の提唱した脳波コントロール機「DBCS（ダイレクト・ブレイン・コントロール・システム）」を併用させ、雛型である9機を開発したとする独自の設定がなされている。加えて、火力を向上させたゴルドスの改良機『キャノニアーゴルドス』を支援機として編成することが決定し、これにもDBCSを搭載することでフォックスと連動した精密射撃を行うプラン。および、ライガーゼロのCAS（チェンジングアーマーシステム）を基にしたフォックスの特殊武装の開発プラン（ブレイザーフォックスの時期に開発されていた武装としては、近距離戦仕様の『イルリヒト』、中距離砲撃装備『タウゴウ』、遠距離砲撃装備『カストル・ポルクス』、電子戦、対ゾイド攪乱装備『コルトサンポ』、重砲攻撃装備『イグニス・ファティウス』、長距離狙撃装備『ルミナス・サーペント』が完成しており、またハイトリック社の提唱する次世代型遠隔兵器『LEAVES』を搭載した特殊攻撃装備『ジャック・オ・ランタン』、『ウィル・オ・ウィプス』も開発されたとされているが、文章上の登場でありビジュアルは存在しない。解説においてはこれらは全てフォックスと共に持ち去られており、データすらも残されていないとされている）が併用され、実働テストが行われた。しかし、キャノニアーゴルドスとの最終連動テストの最中、テストパイロットであるエンジェル・ヒキタ（本名はミッシェル・ガンティ）と搭乗した8人の女性パイロットがゼネバス派の工作部隊「レッドイリュージョン」の人間であることが発覚し、投入した9機は特殊武装、DBCSのデータ諸々と共に奪取されてしまう。この鹵獲機に赤桃色の「特殊再帰性ホログラム装甲」を使用した機体がファイアーフォックスと言われている。
作中の活躍
バトルストーリー
ZAC2101年11月、ギュンター・プロイツェンによる帝都ヴァルハラ反乱の際にPK師団と激突したガイロス・ヘリックの連合軍の中にファイアーフォックスの姿が確認できる。
ZOIDS妄想戦記
『ZOIDS妄想戦記』にはファイアーフォックスがエピソード「紅い悪魔」に登場する筈だったが、シリーズそのものが中断しているため、このエピソードは製作されていない。
「10 ファイアーフォックス」商品パッケージ掲載の解説によれば、本来ファイアーフォックスはキャノニアーゴルドスとのコンビネーションを目的とした機体であり、ともにヘリック共和国軍レイフォースエンジェルスに配備される予定であった。しかし、ロールアウト直前に9番機が帝国軍の諜報部隊に奪取され、エンジェル・ヒキタ率いるレッドイリュージョン部隊の機体として配備。共和国軍の重砲火から退却する帝国軍突撃部隊を救出すべく出撃したとされる。
エンジェル・ヒキタの階級は設定がないのか明らかにされていない。なお、奪取したのは帝国としか記されていないが、キットのボックスアートやシールにあしらわれた国章から、ガイロス帝国ではなくネオゼネバス帝国を示していることがわかる。
ゲーム
ゲームソフト『ZOIDS VS 3』に登場。『ゾイドタクティクス』においては敵機として登場する。
ライトサリーフォックス
| ライトサリーフォックス | ライトサリーフォックス |
| ---------------------- | ---------------------- |
| 番号                   | RZ-046LF               |
| 所属                   | ヘリック共和国         |
| 分類                   | キツネ型               |
| 全長                   | 17.3m                  |
| 全高                   | 8.0m                   |
| 重量                   | 36.4t                  |
| 最高速度               | 不明(設定なし)         |
| 乗員人数               | 1名                    |

トレーディングカードゲーム『ゾイドバトルカードゲーム』に登場した改造シャドーフォックス。背部のレーザーバルカンは単装砲のロングレンジイオンチャージャーライフルに交換され、肩部などへのパーツ追加やサンドカラーへの機体色変更などが行われている。
本来は、2001年7月に開催されたイベント『JAF-CON10』にて、「模型コンテストカスタムゾイド部門」の銀賞を受賞した改造作品である。『ホビージャパン』誌2001年11月号にも掲載された。同誌によれば、狙撃能力による一撃必殺と軽量化をコンセプトにした改造であるとされる。
ゾイドカード「ライトサリーフォックスは、プロモーションカードとして2001年11月10日～11日にかけて開催された「カードゲームフェスタ2001 3rd」にて「ブラックハート」カードとともに配布された。
キャノンフォックス
| キャノンフォックス CANNON FOX | キャノンフォックス CANNON FOX |
| ----------------------------- | ----------------------------- |
| 所属                          | ヘリック共和国                |
| 全長                          | 18.0m                         |
| 全高                          | 10.2m                         |
| 重量                          | 63.0t                         |
| 最高速度                      | 270km/h                       |

『ゾイド改造マニュアル』に掲載。シャドーフォックスの重火器改造で、機動性は落ちるもののライガーゼロパンツァーとともに後続部隊に編成される。背部にディバイソンの17門突撃砲、腹部にシールド、ショルダーウェポンラックにはレーザーチェーンソーが増設される。
初出は『小学五年生』2001年8月号、および『小学六年生』2001年8月号。
ミラージュフォックス
| ミラージュフォックス MIRAGE FOX                                                           | ミラージュフォックス MIRAGE FOX |
| ----------------------------------------------------------------------------------------- | --- |
| 所属                                                                                      | 共和国軍 連邦軍 |
| 分類                                                                                      | キツネ型 |
| 全長                                                                                      | 17.3m |
| 全高                                                                                      | 9.7m(Aタイプ フォクシー) 8.0m(Bタイプ ルクシー) |
| 重量                                                                                      | 48.5t(Aタイプ フォクシー) 50.0t(Bタイプ ルクシー) |
| 最高速度                                                                                  | 295.0km/h(Aタイプ フォクシー) 290.0km/h(Bタイプ ルクシー) |
| 乗員人数                                                                                  | 1名 |
| 武装 装備                                                                                 | ウイングブレード(Aタイプ フォクシー用装備) AZ30mm徹甲レーザーバルカン×1(Bタイプ ルクシー用装備) 戦闘用複合センサー 超指向性音声発信システム エレクトロンバイトファング ストライクレーザークロー×4 3Dレーダー&マルチイヤーセンサー×2 マルチウエポンラック ショルダーウエポンラック スモークディスチャージャー×6 アンカー×4 AZ70mm内蔵型電磁ネット砲×1 光学迷彩 消音システム |
| 主な搭乗者                                                                                | ティス カイ エリカ・アサギ(ゾイドSS) |
| シャドーフォックス寒冷地仕様 / スノーフォックス SHADOW FOX COLD DISTRICTS TYPE / SNOW FOX | |
| 所属                                                                                      | 共和国軍 連邦軍 |
| 分類                                                                                      | キツネ型 |
| 全長                                                                                      | 17.3m |
| 全高                                                                                      | 8.0m |
| 重量                                                                                      | 52.0t |
| 最高速度                                                                                  | 290.0km/h |
| 乗員人数                                                                                  | 1名 |
| 武装 装備                                                                                 | AZ30mm徹甲レーザーバルカン×1 エレクトロンバイトファング ストライクレーザークロー×4 3Dレーダー&マルチイヤーセンサー×2 マルチウエポンラック ショルダーウエポンラック スモークディスチャージャー×6 アンカー×4 AZ70mm内蔵型電磁ネット砲×1 光学迷彩 消音システム |

『ゾイドオリジナル』に登場。中央大陸戦争末期、歴史の表舞台に出ることのなかった防衛戦を繰り広げた機体。A・Bタイプ2機が存在。隠密行動に特化し、脚部にはレーダーかく乱機能を備えるスモークディスチャージャーを搭載。単機でも高い戦闘能力を誇るが、超指向性音声による通信、最高時速300km近い機動力のよる2機の連携で敵機を翻弄する。元々は共和国の補給部隊員に発見された経緯を持つ機体で、その製造元は不明とされている。軍もしくはそれに匹敵する開発力・資金を持つ何らかの組織が開発に携わったとされるものの、詳細は明らかにされていない。また、その際発見されたフォクシー、ルクシーら2機の搭乗者もゾイドとペアで育てられた『同調育成型パイロット』であるとする説も示唆されているが、これもその詳細は不明とされている。
Aタイプ ルクシー
背部に超高周波振動の刃「ウイングブレード」を装備。ティスの機体で、機動性を生かした近接戦闘を得意とする。
Bタイプ フォクシー
背部に小口径で貫通力の高い「徹甲レーザーバルカン」を装備する。機動性を生かした近接戦闘を軸に中距離戦も可能。カイの機体。
ミラージュフォックス量産型
連邦軍に編入された量産型のミラージュフォックス。背部の装備は二連装ビーム砲に変更されている。
スノーフォックス
ミラージュフォックスのデータから開発され、暗黒大戦において投入されたシャドーフォックスを元に極寒冷地仕様の改造を施した機体。

## ハウンドソルジャー
| ハウンドソルジャー HOUND SOLDIER | ハウンドソルジャー HOUND SOLDIER                                                                                |
| -------------------------------- | --- |
| 番号                             | RPZ-12（旧） GZ-004（ジェネシス）                                                                               |
| 所属                             | ヘリック共和国 劇中には未登場（ジェネシス）                                                                     |
| 分類                             | シェパード型 強行重撃戦闘型                                                                                     |
| 全長                             | 23.0m |
| 全高                             | 7.4m |
| 全幅                             | 5.4m |
| 重量                             | 66.0t |
| 最高速度                         | 330.0km/h |
| 乗員人数                         | 1名 |
| 主な搭乗者                       | グラハム大尉（旧） ロビー・ショップ(ZBCG)                                                                       |
| ZEP                              | 攻撃力：12 防御力：16 総合力：28                                                                                |
| 武装 装備                        | クロスソーダー×2 ハインドバスター 三連ブレストボンバー アクティブレーダー 追撃ミサイルポッド×4 パワーコネクター |

第一次大陸間戦争時代に開発された、ヘリック共和国軍のシェパード型ゾイド。ベースとなったゾイドはドッグ型に分類され、ジーク・ドーベル同様にグレードアップユニットで戦闘力を補う設計思想を持つ。高性能の火器を多数備え、新規設計の動力機構によって高い機動性を有する。
武装・装備
クロスソーダー
頬部に装備する。接近戦用の兵装で、敵機の装甲を刺突する。
ハインドバスター
背部に装備する中距離戦用の火器。
三連ブレストボンバー
腹部に装備する。
アクティブレーダー
ハウンドソルジャーの耳部。高速戦闘時において敵機を補足する能力を持つ。
追撃ミサイルポッド
四肢に装備する3連装ミサイル。
パワーコネクター
背部に装備するグレードアップユニット装着用コネクター。
キット
RPZ-12 ハウンドソルジャー
1989年8月発売。
GZ-004 ハウンドソルジャー
2005年3月下旬発売。アニメ『ゾイドジェネシス』放映に際し発売された。しかしカノンフォートやヘビーライモス同様、番組本編には登場しなかった。RPZ-12とはカラーリングが異なり、装甲が青と白から濃淡二色のブラウンに、フレームが黒からダークグレーに、クロスソーダーが青からダークグレーに、ハインドバスターが金メッキからダークグレーに変更。付属シールはGZシリーズ中型ゾイド共通のもの。また、関節キャップがガンスナイパーなどと同形のもの（赤）になっている
ZGe-003 ハウンドソルジャー&ヘビーライモスセット
ゾイドジェネレイションズに登場したケンの機体の商品化。「ヘビーライモス レーテ仕様」とのセットとして通販サイト、電撃屋ホビー館にて数量限定で発売された。追加パーツには軟質樹脂を使用しており、ヘビーライモスとの共通ランナーで成型されている。
作中の活躍
ZAC2052年11月、暗黒大陸エントランス湾の戦いではグラハム大尉が搭乗し、最終兵器（ギル・ベイダー）が作られているガイロス帝国軍（暗黒軍）の兵器工場を襲撃した。
第二次大陸間戦争時代には姿が確認できない。

### バリエーション（ハウンドソルジャー）
ハイパービームガン装備機
| ハウンドソルジャー(ハイパービームガン装備機) | ハウンドソルジャー(ハイパービームガン装備機) |
| -------------------------------------------- | -------------------------------------------- |
| 所属                                         | ヘリック共和国                               |
| 分類                                         | シェパード型                                 |
| 重量                                         | 設定なし                                     |
| 主な搭乗者                                   | グラハム大尉（旧）                           |

ハイパービームガンはハウンドソルジャーへの装備を前提に開発されたグレードアップユニットである。長距離戦用のビーム砲であり、レーザーサーチャーで敵機を捕捉し、ブースターで増幅したビームを発射する兵装となる。ハウンドソルジャー以外にも装備は可能だが、安定性が低下するデメリットを有している。
公式での形態呼称は定められていない
作中の活躍
暗黒軍基地へ強襲しアイアンコングMk-II量産型を撃破。同基地が送った救援信号を受け、到着したジーク・ドーベルと交戦した。別の戦いではデスキャタピラを撃破している。
ハウンドソルジャー ケン仕様
| ハウンドソルジャー ケン仕様 HOUND SOLDIER | ハウンドソルジャー ケン仕様 HOUND SOLDIER |
| ----------------------------------------- | --- |
| 番号                                      | ZGe-003 |
| 所属                                      | ジン遊撃隊 |
| 分類                                      | シェパード型 |
| 全長                                      | 23.0m |
| 全高                                      | 7.4m |
| 全幅                                      | 5.4m |
| 重量                                      | 68.5t |
| 最高速度                                  | 330.0km/h |
| 乗員人数                                  | 1名 |
| 主な登場人物                              | ケン |
| 武装 装備                                 | クロスソーダー 朱槍「ムラクモ」 ハインドバスター 集合センサーユニット「トオツツミ」 アクティブレーダー スモークディスチャージャー×2 追撃ミサイルポッド×2 パワーコネクター |

『ゾイドジェネレイションズ』に登場。ジン遊撃隊ケンの乗機。同部隊の斥候係として強攻偵察機能が強化されており、胸部のブレストボンバーは複合センサーユニット「トオツツミ」に換装されている。さらに2本のクロスソーダーのうちの左側のクロスソーダーを鍛冶師マサクニが作ったメタルZi製の槍「ムラクモ」に付け替えることで、対バイオゾイド戦能力を飛躍的に向上させている。

## バトルクーガー
| バトルクーガー | バトルクーガー |
| -------------- | --- |
| 番号           | RPZ-22 |
| 所属           | ヘリック共和国 |
| 分類           | グリフォン型 |
| 全長           | 21m |
| 全高           | 9m |
| 全幅           | 16m |
| 重量           | 60t |
| 最高速度       | 空中 M3.8 地上 240km/h |
| 乗員人数       | 1名 |
| 武装 装備      | 雷電角×1 アイアンクロウ×2 長距離波動ビーム砲×2 接近戦用ビーム砲×2 スーパーウイング×2 飛行安定スタビライザー×2 機銃×2 パワーコネクター |
| ZEP            | 攻撃力:26 防御力:18 総合力:44 |
| 主な搭乗者     | ゴメス・スティブンソン（ZBCG） |

第一次大陸間戦争末期、オルディオスを補佐する目的で開発されたヘリック共和国軍のグリフォン型飛行ゾイド。空戦と偵察任務を主目的としており、さらにTFゾイドとの合体によってより一層の戦闘力や運用性の向上も見込まれていた。また、オルディオスと同様にバトルクーガーにおいても中央大陸戦争末期に開発された遺伝子操作技術を導入しており、ライオン型とワシ型のゾイドを融合させたコアを搭載している。
しかし、合成獣型のコアが短命であることやZAC2056年の惑星Zi大異変によってその製造技術が喪失したため、それ以降は登場しない。
武装・装備
雷電角
頭部の角。
アイアンクロウ
前肢の爪。
長距離波動ビーム砲
両肩に装備。
接近戦用ビーム砲
長距離波動ビーム砲の下に装備。
スーパーウイング
両翼。
飛行安定スタビライザー
翼に備える。
機銃
翼の前面に装備。
パワーコネクター
背中に備える。
キット
1990年7月発売。モーターで歩行するが、翼は手動ギミックで歩行時は可動しない。
アメリカではハズブロ社より「#111 Battle Cougar」として発売された。こちらのバージョンは黄、赤、アイボリーというカラーリングとなっている
作中の活躍
ギルベイダーのデータ収集のために誘導を行った。また、ヘリック大統領を乗せたレイノスがデスベイダーの攻撃を受けた際には護衛機であったバトルクーガーがこれを救出している。
ゲーム
『ZOIDS黙示録』に登場。最終マップでは、強制的に本機で出撃する。
『ゾイドバトルカードゲーム』でのゾイドカード「バトルクーガー」は、共和国軍／ブースターパックVol.06にのみ登場。
その他、ゲームボーイカラー用ゲームソフト『ゾイド -ZOIDS- 邪神復活!〜ジェノブレイカー編〜』にも登場。

## パンドス
| パンドス PANDOS | パンドス PANDOS            |
| --------------- | -------------------------- |
| 分類            | クマ型（パンダ型）         |
| 全長            | 10m                        |
| 全高            | 8m                         |
| 全幅            | 8m                         |
| 重量            | 43t                        |
| 最高速度        | 150km/h                    |
| 乗員人数        | 1名                        |
| 武装 装備       | 6連衝撃砲 セラミッククロー |

奥深い山に生息していた中型のクマ型ゾイド（プレスリリースでは「パンダをモチーフとしたクマ型」とも記載されている）。肩にある6連衝撃砲と前肢のセラミッククローを武器とし、重装甲を活かして敵地に切り込む局地戦用戦闘ゾイドである。
ゲーム『ZOIDS Material Hunters』のオリジナルゾイド第2弾として2015年5月に実装された。ゲーム中のカラーバリエーションとして、迷彩カラーのパンドス：クリーガー（Pandos:Kreger）と黄金カラーのパンドス：ゴールド（Pndos:Gold）が存在する。ゲームは既にサービス終了しているが、2018年10月時点で製品化（キット）などは行われていない。
武装・装備
6連衝撃砲
3砲身ガトリング風デザインの3連装砲を両肩に対で搭載している。
セラミッククロー
前肢の爪。

## バンブリアン
| バンブリアン BAMBURIAN | バンブリアン BAMBURIAN |
| ---------------------- | --- |
| 番号                   | GZ-013 |
| 所属                   | ディガルド討伐軍（ジェネシス） |
| 分類                   | パンダ型 |
| 全長                   | 11.9m（四足時） |
| 全高                   | 四足時 8.3m 二足時 10.5m |
| 重量                   | 45.6t |
| 最高速度               | 140km/h |
| 乗員人数               | 1名 |
| 主な搭乗者             | ロン・マンガン（ジェネシス） |
| 武装 装備              | ジャイアントクロー×4 4連装対空レーザーガン イヤーレーダー×2 バンブーランチャー（バンブーミサイル×11） セイリュウサーベル（Metal-Zi製）×2 ジャイアントホイール×2 スモークディスチャージャー×2 |

アニメ『ゾイドジェネシス』に登場したパンダ（ジャイアントパンダ）型ゾイド。パイロットはロン・マンガン。
後方支援や対空防御を主眼としており、イヤーレーダーや各種装備を駆使した遠距離戦を行う。また、接近戦時には二足歩行となり、ジャイアントクローやセイリュウサーベルでこれに対応可能。
武装・装備
ジャイアントクロー
四肢の爪。
4連装対空レーザーガン
首部上面に装備。
イヤーレーダー
バンブリアンの耳部。遠距離戦の際はこれで対地・対空の索敵を行う。
バンブーランチャー
背部に装備する。ここにバンブーミサイルが装填される。
バンブーミサイル
大型ミサイルで、複数敵を同時に殲滅可能。多弾頭ミサイルとなる。
セイリュウサーベル
ジャイアントホイール両側面に装備。
格闘戦用の装備で、Metal-Zi製。
ジャイアントホイール
バンブリアンの両肩に装備する。
射出可能となっており、接近する敵に対し打撃や牽制を行う。
スモークディスチャージャー
バンブーランチャー両側面に装備。
キット
設計面（二足歩行形態と四足歩行形態の相互可変機構など）や部品の多くがベアファイターからの流用となっている。
グランドスターのキットは、ソウルタイガー用の加速装置「ソウルブースター」と同梱のZP-C ゾイドパワーアップパーツ・セットCとして発売された。
漫画家の高山瑞穂は自身のTwitterにおいて、バンブリアンのデザインを担当した旨のコメントをしている。
作中での活躍
ロン・マンガンの登場時は修理中だったが第9話にて初登場。主人公ルージ・ファミロンが搭乗するムラサメライガーの訓練役を務めた。カトゥーンからの帰途、バイオヴォルケーノが立ち塞がった際にはルージたちを逃がすため自爆するが、直後に二号機が登場。
第38話では、バンブーランチャーとジャイアントホイールを組み合わせた兵器をバンブリアンが搬送している様子が確認できる（牽引式ロケットランチャーのようなものだが引くのではなく手押し車のように押している）。
最終決戦では大量のバンブーミサイルで敵の大軍を一斉攻撃し、その後バイオティラノにはムラサメライガーと連携して戦いを挑むも、放った槍を受け止められ、逆にその槍で自身の身体を貫かれてあえなく敗北する。
余談だが、本機とランスタッグ、レインボージャークは部類的には中型に属するが、ジェネシス本編では3機とも「大型ゾイド」扱いにされている。

### バリエーション（バンブリアン）
バンブリアングランド
| バンブリアングランド | バンブリアングランド |
| -------------------- | --- |
| 所属                 | ディガルド討伐軍（ジェネシス） |
| 分類                 | パンダ型 |
| 全長                 | 不明 |
| 全高                 | 不明 |
| 重量                 | 不明 |
| 最高速度             | 不明 |
| 乗員人数             | 1名 |
| 主な搭乗者           | ロン・マンガン（ジェネシス） |
| 武装 装備            | ジャイアントクロー×4 4連装対空レーザーガン イヤーレーダー×2 バンブーランチャー（バンブーミサイル×11） セイリュウサーベル（Metal-Zi製）×2 ジャイアントホイール×2 スモークディスチャージャー×2 グランドスター |

アニメ『ゾイドジェネシス』第27話以降に登場。GZ-013 バンブリアンのジャイアントホイールを、槍と鉄球が一体となったメタルZi製の格闘武器「グランドスター」に換装した仕様である。グランドスターは、ディガルド討伐軍に合流した二人組の交易商人、ヤクゥとドクゥより受領。槍部分は柄に伸縮機構を持ち、射出することも可能となっている。
レッサーバンブリアン・フウガ
| レッサーバンブリアン・フウガ | レッサーバンブリアン・フウガ |
| ---------------------------- | ---------------------------- |
| 分類                         |                              |
| 全長                         | 不明                         |
| 全高                         | 不明                         |
| 重量                         | 不明                         |
| 最高速度                     | 不明                         |
| 乗員人数                     | 1名                          |
| 主な搭乗者                   | シオン                       |

小説『ゾイドジェネレイションズ』に登場。一見すると機体色を茶系に変更したバンブリアンのようだが、こちらはレッサーパンダ型ゾイドである。バンブリアン同様に後肢で立ち上がることが可能。登場した個体は「フウガ」と名付けられていた。

## ハンマーヘッド
| ハンマーヘッド HAMMER HEAD | ハンマーヘッド HAMMER HEAD |
| -------------------------- | --- |
| 番号                       | RZ-033 |
| 所属                       | ヘリック共和国 ガーディアンフォース(アニメ『-ZOIDS-ゾイド』) バックドラフト団(アニメ『スラッシュゼロ』)                                                                                       |
| 配備数                     | 450機(ZAC2100年秋時点) |
| 分類                       | シュモクザメ型 |
| 全長                       | 17.0m |
| 全高                       | 6.6m |
| 重量                       | 66.5t |
| 最高速度                   | 水中 65kt 空中 M１ |
| 乗員人数                   | 1名 |
| 武装 装備                  | AZマニューバーミサイルポッド×2 AZ30mmハイパービームガン×2 AZ30mm2連装ハイパーショックガン×2 AZマニューバーミサイルコンテナ×1 AZパルスレーザーガン×1 イオンブースター×2 イオンパルスジェット×2 |
| 主な搭乗者                 | マリン・ブルーガー曹長（ZBCG, バトルストーリー） アーバイン トーマ・リヒャルト・シュバルツ リーゼ フーマ                                                                                      |

旧大戦時からゼネバス帝国のシンカーの奇襲戦法に苦しめられていたヘリック共和国が、西方大陸戦争時に対シンカー戦を考慮し、制海権を奪取するために開発したシュモクザメ型海空両用ゾイド。「全ての面でシンカーを上回る」というコンセプトで開発され、イオンエンジンと可変翼によって海上・海中・空中のあらゆる面でシンカーを凌駕する機動性を獲得。また、極限まで内部スペースを合理化する設計を行ったことにより、各種火器の積載が可能となった。さらには高い拡張性を有する設計も導入している。その反面、高性能化故に機体コストは中型ゾイドとしては増大しており、武装を簡略化しより量産性に優れたタイプも検討されている。
西方大陸戦争時代のZAC2100年に実戦投入が始まり、ネオゼネバス帝国との戦いに移ったZAC2102年～2105年ごろにおいても西方大陸から中央大陸本土への補給ルート確保のために重宝された本機であったが、激化する戦闘によって個体数は激減し、共和国軍ではこれに対応すべくカノンダイバーの配備に迫られている。また、幾つかの開発プランとしてハンマーヘッドの格闘戦型や性能向上型も検討されていたものの、BZ-003 モサスレッジの制式配備やその護衛艦としての随行で対処できたことや、RZ-064 ゴジュラスギガ開発が最優先事項となったことにより見送られている。
武装・装備
AZマニューバーミサイルポッド
頭部に装備する。AZマニューバーミサイルは射程50kmを誇り、この弾頭によってハンマーヘッドはドッグファイトのみならず戦略艦としても機能する高性能な機体となっている。
AZ30mmハイパービームガン
AZマニューバーミサイルポッドの下面に設置される。
AZ30mm2連装ハイパーショックガン
主翼下面に装備する。
AZマニューバーミサイルコンテナ
背部に装備。AZマニューバーミサイルを格納する。
使用時は機体上面に向けて弾頭が発射される。
AZパルスレーザーガン
尾部下面に装備する。
イオンブースター
背部に装備する推進器。空海双方で機能する。
イオンパルスジェット
腹部に装備する。
キット
2000年7月27日発売。Z-POINTは08となる。動力源は、大型のゼンマイであるHiパワーユニット。胴体下面中央に位置する車輪を駆動して走行する。竜頭と同軸のカムを介して多関節構造の本体をくねらせる連動ギミックを有するが、遊泳を前提にした柔軟かつ動きの早いものではないので、ウオディックのように泳がせることはできない。手動ギミックは、コックピットハッチ（頭部・前ヒンジ）の開閉、側頭部ミサイルポッドの開閉、主翼（胸鰭）と背部垂直翼（背鰭）の外翼部の後退角変更。ミサイルポッドはハッチを開くと内部のミサイルが前方へせり出し、閉じると再び格納される。ゼンマイの竜頭が着脱式となっており、ディスプレイ時は機体後方下面にAZパルスレーザーガンとして装着する。
アメリカのハズブロ社より海外版としても発売され、こちらでの商品名は「#033 Sledge Head」。
作中での活躍
ゾイドバトルストーリー
ZAC2100年7月。西方大陸戦争第二次全面会戦にて初登場し、ガイロス帝国軍の海兵部隊を撃退する手柄を立てる。
ZAC2101年6月にはアンダー海海戦に参加し、同じ潜水艦ゾイドであるEZ-040 ウオディックと海中で激戦を繰り広げた。
アニメ
『ゾイド -ZOIDS-』では第46話にてリーゼの二番目の乗機として初登場。海中遺跡においてバンのブレードライガーと交戦し、追いつめるも撃破される。その後、アーバインとトーマが乗り込み、海戦でウルトラザウルスを防衛した。第57話・58話ではハンマーヘッドを巨大化させたヒルツ専用母艦であるハンマーカイザーという機体も登場した。
漫画
『機獣新世紀ZOIDS』に「ヴァイキング」と呼称される個体が登場。

### バリエーション（ハンマーヘッド）
ハンマーヘッドVL
| ハンマーヘッドVL | ハンマーヘッドVL |
| ---------------- | --- |
| 番号             | なし |
| 所属             | ヘリック共和国海軍・特殊潜航艦隊 |
| 全長             | 17.0m |
| 全高             | 不明（設定なし） |
| 重量             | 72.5t |
| 最高速度         | 65kt |
| 武装             | AZ30mm2連装ハイパーショックガン×2 AZマニューバーミサイルコンテナ AZパルスレーザーガン イオンブースター×2 イオンパルスジェット×2 バイキングヒートランス×1 3Dレーダー×1 |

RZ-033 ハンマーヘッドに、バイキングランスユニットを装備した仕様。西方大陸戦争の終結後に暗黒大陸戦争を想定して作られたもので、ハンマーヘッド量産化と並行して行われた武装強化策である。頭部左右のミサイルポッド（およびビームガン）と換装する形で、右側にバイキングヒートランス、左側に3Dレーダーが設置される。この形態を採用することにより、ハンマーヘッドはあらゆる戦局に対応できる汎用性を獲得した。
この呼称は『ゾイド公式ファンブック2』掲載時のもの。『ハンマーヘッドバイキングランス』とも呼称される。
ハンマーヘッド ダブルバイキングランス
CP-14バイキングランスユニットの説明書に掲載された形態で、3Dレーダーの代わりに頭部右方にもバイキングヒートランスを装備している。
ヴァイキング
『機獣新世紀ZOIDS』に登場。ヘリック共和国の科学者メリッサ・スーが開発したMS理論によって、海水を原料として、体内で機雷を製造する機能を付加されたハンマーヘッド。
メリッサ・スーが構築した「MS理論」を共和国軍が無断利用して開発した機体で、3年前の海戦に試験投入され、回収されずに活動を続けていた。
帝国軍の依頼を請けた海洋虹団（マーレ・アルコバレーノ）との争奪戦の末、バン達によって回収された。
ハンマーヘッド 大統領専用機
| ハンマーヘッド 大統領専用機 | ハンマーヘッド 大統領専用機        |
| --------------------------- | ---------------------------------- |
| 所属                        | ヘリック共和国                     |
| 主な搭乗者                  | ルイーズ・テレサ・キャムフォード他 |

アニメ『ゾイド -ZOIDS-』第48話に登場。内部を客室スペースに改造しており、機体色はパールホワイト・パープル基調となっている。第62話では負傷したクルーガーを搬送する際に使用された。
書籍『ゾイドエンサイクロペディア』にも掲載されているが、同著155頁ではハンマーカイザーと誤記されている。
ハンマーヘッド 共和国軍輸送仕様
| ハンマーヘッド 共和国軍輸送仕様 | ハンマーヘッド 共和国軍輸送仕様 |
| ------------------------------- | ------------------------------- |
| 所属                            | ヘリック共和国                  |
| 主な搭乗者                      | ハルフォード中佐他              |

アニメ『ゾイド -ZOIDS-』第49話に登場。機体カラーは黄色をベースとし、ランディングギアなどを追加している。
キャノンシャーク
『小学三年生』誌に掲載。主翼（胸鰭）部が交換され、そこにCP-09 ブースターキャノンが追加されている。シンカークリムゾンと交戦した。

## ブラキオス
| ブラキオス BRACHIOS BRACH-IOS | ブラキオス BRACHIOS BRACH-IOS                                                                                          |
| ----------------------------- | --- |
| 番号                          | EHI-05（ゼネバス帝国） EZ-012（ガイロス帝国）                                                                          |
| 所属                          | ゼネバス帝国 ガイロス帝国                                                                                              |
| 分類                          | 恐竜型 重装甲攻撃型（旧） ブラキオサウルス型（新）                                                                     |
| ロールアウト                  | ZAC2044年 |
| 配備数                        | 4700機(ガイロス帝国軍・ZAC2100年秋時点)                                                                                |
| 全長                          | 12.6m |
| 全高                          | 12.6m |
| 全幅                          | 5.8m |
| 重量                          | 48.8t |
| 最高速度                      | 140km/h |
| 乗員人数                      | 1名 |
| 主な搭乗者                    | バーガン・デイン准将（新） ウルティ・メイラム中尉（新）                                                                |
| 武装 装備 （旧）              | ビームキャノン砲×1 小型機銃×1 ビーム砲×1 ソーラージェネレーター サブジェネレーター×4 レーダーシステム 水密コックピット |
| 武装 装備 （新）              | キラーバイトファング 80mm地対空ビーム砲 TEZ20mm2連装リニアレーザーガン 対ゾイド衝撃砲 ソーラージェネレーター×5         |

中央大陸戦争時代、ゼネバス帝国軍が開発したブラキオサウルス型ゾイド。重装甲を有しており、砲撃戦から海戦まで従事する。ただし、中央大陸戦争時の機体は格闘戦用の武装を持たず、格闘戦には不向きだった。戦力比ではカノントータス、ゴドスを凌駕しつつバリゲーターと同等の作戦行動能力、使用目的に違いがあるもののゴルヘックスと同等の兵装を持つ。反面、プテラスやダブルソーダといった機体群には分が悪いゾイドでもある。中央大陸戦争最中のZAC2047～2048年ごろには第一線を退き、ブラキオスNEWが運用される。ZAC2056年の惑星Zi大異変後も生き残り、西方大陸戦争ではガイロス帝国軍によって運用された。同時代ではキラーバイトファングを実装し、かつては不得手だった至近戦闘にも対応可能となった。加えて、同時代では戦力比においてバリゲーターを凌駕しており、その装甲厚でダブルソーダでは撃破が困難な性能となっている。陸・海軍の連携を重視していた西方大陸戦争では緒戦にバリゲーターに近づかれる前に火力で撃破する活躍を見せ、その水陸両用能力から初期の主力級ゾイドの一角として重宝された。
武装・装備
(旧)は中央大陸戦争時代、(新)は第二次大陸間戦争時代の装備呼称。
ビームキャノン砲(旧) / 80mm地対空ビーム砲(新)
背部に装備される。格納式となっており、使用時は装甲を展開してせり出す。
小型機銃(旧) / TEZ20mm2連装リニアレーザーガン(新)
胸部に設置される2連装砲。中央大陸戦争時代は機銃とのみ記述されているが、第二次大陸間戦争時代においてはレーザー兵器と位置付けられている。
ビーム砲(旧) / 対ゾイド衝撃砲(新)
胸部に設置される。中央大陸戦争時代はビーム砲とされていたが、第二次大陸間戦争時代においては衝撃砲(衝撃波を発射する兵装)に変更された。
ソーラージェネレーター
サブジェネレーター(旧)
ブラキオスの頭部と脚部に計5基設置される。これによって無補給で長期的な洋上作戦行動を可能にしたほか、発電したエネルギーは兵装の使用にも充てられる。
中央大陸戦争時代は脚部のパネルをサブジェネレーターと分別していたが、西方大陸戦争時代の機体諸元では頭部の物と一纏めにソーラージェネレーターと呼称される。
レーダーシステム(旧)
ブラキオスの頭部。
水密コックピット(旧)
ブラキオスのコクピット部。
キラーバイトファング(新)
第二次大陸間戦争に追加された装備で、格闘戦用の牙部。
格闘戦が可能となった事により、ブラキオスは砲撃任務から敵陣突入まで可能な機体となった。
作中の活躍
漫画『機獣新世紀・ZOIDS』
バンたちの村に工事に使われた機体が登場。レイヴンのセイバータイガーに立ち向かい、首をネジ切られるものの頭部が無人であることから背後を突くことに成功、バンとジークがコマンドウルフに合流する時間を稼いだ（最終的に敗れはしたものの、レイヴンをして「思ったよりてこずった」と言わせており、首が無いにもかかわらずそれなりに奮戦した模様）。
バトルストーリー
ZAC2045年5月のフロレシオ海海戦においては、ウオディックとともにゼネバス帝国の艦体を担う機体として活躍した
ZAC2099年8月。西方大陸戦争期にはガイロス帝国によって運用された機体がバリゲーターと交戦し、砲撃によって退けている。その後、プテラスの空爆を受けた。
ZAC2100年7月には海兵部隊の一角として第二次全面会戦に参加した。
ZAC2101年6月のアンダー海海戦においては背部にミサイルポッドやキャノリーユニットを積載した機体が活躍した。
キット
大型のゼンマイであるHiパワーユニットを動力とし、一体成型の脚を持つ単純な四足歩行ギミックにより歩行する。連動ギミックとして、同軸二重構造のリンクと中間部の位相逆転機構を内蔵する多関節式の頚部を、曲げ具合を変化させながら前後に動かし、同時に下顎を開閉させる（ウルトラザウルスと類似した機構）。手動ギミックは、背部コクピットハッチの開閉および背部80mm地対空ビーム砲の展開・格納・旋回。アメリカのハズブロ社より発売された海外版での商品名は「#012 Brachiosaur」。
EHI-05 ブラキオス
1987年9月発売
EHI-05 ブラキオス(NEW)
1988年6月発売。成型色とシールが変更された。
EZ-012 ブラキオス
1999年8月発売。成型色とシールを変更。
GRZ-004　ダークネシオス
2008年10月31日発売。カラーリングはブラックを基調にネイビーとダークブルーに変更となっており、ダークネシオスとしての新規の鰭状のパーツと頭部パーツが追加された。台座が付属しており乗せて動かすことができるが、鰭の構造の関係で歩行させたり水中を泳がせたりすることは出来ない。ブラキオス（暗黒仕様）としても組み立てが可能。

### バリエーション（ブラキオス）
ブラキオスNEW
| ブラキオスNEW BRACH-IOS | ブラキオスNEW BRACH-IOS                                                                                                |
| ----------------------- | --- |
| 番号                    | EHI-05 |
| 所属                    | ゼネバス帝国 暗黒軍(ガイロス帝国軍)                                                                                    |
| 分類                    | 恐竜型 最強部隊所属専用メカ                                                                                            |
| 全長                    | 12.6m |
| 全高                    | 12.6m |
| 全幅                    | 5.8m |
| 重量                    | 48.8t |
| 最高速度                | 160km/h |
| 乗員人数                | 1名 |
| 武装 装備               | ビームキャノン砲×1 ビーム砲×1 小型機銃×1 ソーラージェネレーター サブジェネレーター×4 レーダーシステム 水密コックピット |

帝国軍の最強部隊（Mk-II部隊）への配備を念頭に入れたバリエーションで、装備が強化されている。
アイアンコングMk-II量産型を指揮官機とし、デスザウラーMk-II、グレートサーベル、ブラックライモスNEWとともにゼネバス帝国軍タイプMk-II部隊を編成する機種である。
キットのパッケージでの表記はあくまで「ブラキオス」であり、型式番号も通常のブラキオスと同じEHI-05のままである。第1期シリーズではブラキオスMk-II、『新ゾイドバトルストーリー』では「ブラキオス ニュータイプ」と呼ばれていたが、ゾイド公式ファンブック1巻ではブラキオスNEWの名称を用いている。
補給部隊仕様
| ブラキオス 補給部隊仕様 | ブラキオス 補給部隊仕様              |
| ----------------------- | ------------------------------------ |
| 所属                    | ゼネバス帝国                         |
| 分類                    | ブラキオサウルス型                   |
| 装備                    | 通信用アンテナ 大型コンテナ クレーン |

『EHI-05 ブラキオス』商品パッケージに掲載されたバリエーション。コクピットを頭部に移し、背中に作業用クレーンとコンテナを装備している。
戦場の部隊への物資補給を主任務とする。
ゲーム『ゾイド -ZOIDS- 邪神復活!〜ジェノブレイカー編〜』では「ブラキオクレーン」という名称で登場。
重装仕様
| ブラキオス 重装仕様 | ブラキオス 重装仕様                                       |
| ------------------- | --------------------------------------------------------- |
| 所属                | ゼネバス帝国                                              |
| 分類                | ブラキオサウルス型                                        |
| 武装                | 四連装地対空ミサイル 連装ビーム砲 対空砲 レーザービーム砲 |

『EHI-05 ブラキオス』商品パッケージに掲載されたバリエーション。背部に対空ミサイル、機体両側に連装ビーム砲を装備。
ゲーム『ゾイド -ZOIDS- 邪神復活!〜ジェノブレイカー編〜』では「ヘビーブラキオス」という名称で登場。
プレシオス
| プレシオス | プレシオス                   |
| ---------- | ---------------------------- |
| 所属       | ガイロス帝国                 |
| 分類       | 海竜型（プレシオサウルス型） |

ゾイド公式ファンブック3巻に掲載。EZ-012 ブラキオスの海戦専用改造機。陸上で活動出来ない代わりに、海上での機動力が大幅に向上している。
元々はコロコロコミック誌2001年7月号掲載の読者改造アイデア公募の採用作品。作例はブラキオス、レドラー、ボマーユニット、アタックユニットから製作されており、モチーフはプレシオサウルスとなる。
プレシオス（コミック登場機）
| プレシオス | プレシオス |
| ---------- | ---------- |
| 所属       | 民間       |
| 分類       | 不明       |

上述のプレシオスに先駆けて漫画『機獣新世紀・ZOIDS』に登場した同名機。こちらは名前こそ同一であるが、ブラキオスの脚部をヒレに換装したような簡素な構成の別機体。作中では民間機として運用され、ヴァイキングの機雷によって沈没している。
ダークネシオス
| ダークネシオス DARK NESSIOS | ダークネシオス DARK NESSIOS                                                                                    |
| --------------------------- | --- |
| 番号                        | GRZ-04 |
| 所属                        | ガイロス帝国                                                                                                   |
| 分類                        | プレシオサウルス型                                                                                             |
| 全長                        | 20.8m |
| 全高                        | 9.6m |
| 全幅                        | 8.5m |
| 重量                        | 46.5t |
| 最高速度                    | 52.0kt |
| 乗員人数                    | 1名 |
| 武装 装備                   | キラーバイトファング 80mm地対空ビーム砲 TEZ20mm2連装リニアレーザーガン 対ゾイド衝撃砲 ソーラージェネレーター×5 |

ZAC2057年にガイロス帝国が磁気嵐の影響で海戦能力が落ちたEHI-05 ブラキオスに研究中のプレシオサウルス野生体のコアを移植して純粋な海戦用ゾイドとして改装した機体。武装データは後に作られるEZ-012のものと同じである。
コアを変更したことで水中戦闘能力はブラキオスよりも向上し、装甲にはアイスメタルの技術（アイスメタル・マテリアル）を使用したことでバイトファングのような実体攻撃に対する高い防御力を持つ。さらに搭乗者の精神とゾイドの闘争本能をリンクさせて機体を操る「DLS（ダイレクト・リンク・システム）」なる技術が導入されている。
ブラキオス（暗黒軍仕様）
| ブラキオス(暗黒軍仕様) | ブラキオス(暗黒軍仕様) |
| ---------------------- | ---------------------- |
| 番号                   | GRZ-04                 |
| 所属                   | ガイロス帝国           |
| 分類                   | ブラキオサウルス型     |
| 乗員人数               | 1名                    |

第一次大陸間戦争時の機体で、ゼネバス帝国より接収したブラキオスを暗黒軍仕様に改修したもの。後にダークネシオスへと改造されている。
機体色はダークネシオスと同様となる。
試作型ダークブラキオス砲戦仕様
| 試作型ダークブラキオス砲戦仕様 DARK NESSIOS PROTO TYPE-DARK BRACHIOS | 試作型ダークブラキオス砲戦仕様 DARK NESSIOS PROTO TYPE-DARK BRACHIOS |
| -------------------------------------------------------------------- | -------------------------------------------------------------------- |
| 所属                                                                 | ガイロス帝国                                                         |
| 分類                                                                 | ブラキオサウルス型                                                   |
| 乗員人数                                                             | 1名                                                                  |

電撃ホビーマガジン誌2008年12月号掲載。ダークネシオスと並行する形で作られた試作機で、共通規格のアタッチメントにミサイルを始めとした各種装備を積載可能としている。
惑星Zi大異変によって気象が悪化したことを踏まえ、ソーラージェネレーターを撤去しハイドロジェットを備えている。

## ブラックライモス
| ブラックライモス BLACK RHIMOS | ブラックライモス BLACK RHIMOS |
| ----------------------------- | --- |
| 番号                          | EHI-2（ゼネバス帝国） EZP-BR（ガイロス帝国）                                                                                             |
| 所属                          | ゼネバス帝国 ガイロス帝国 |
| 分類                          | サイ型 重装甲小型機械獣 |
| ロールアウト                  | ZAC2042年 |
| 配備数                        | 4400機(ガイロス帝国軍・ZAC2100年秋時点)                                                                                                  |
| 全長                          | 11.3m |
| 全高                          | 7.6m |
| 全幅                          | 6.7m |
| 重量                          | 56.0t |
| 最高速度                      | 160km/h（旧） 180.0km/h（新） |
| 乗員人数                      | 2名 |
| 主な搭乗者                    | リュウジ・アカイ上等兵（新・ガイロス帝国） ズィグナー・フォイアー(ZBCG)                                                                  |
| 武装 装備                     | 突撃戦用超硬度ドリル×1 接近戦用ビーム砲×2 大型電磁砲×2 誘導対空ミサイル×2 2連装衝撃砲×1 偵察用ビークル×1 前方監視レーダー 全方位レーダー |

『ゾイドバトルストーリー』におけるブラックライモス
中央大陸戦争時代中期、ゼネバス帝国軍が開発したサイ型ゾイド。同時代では旧式化したレッドホーンに代わり導入され、総合能力では同等の機体であった。武装が豊富で防御力も高く、偵察用ビークルも1機搭載しており、小型レッドホーンと呼べる機体である。機動力も標準以上であり、弱点が少ない。中央大陸戦争中には共和国首都の陥落後に軍基地や拠点の攻撃にも従事した。中央大陸戦争最中のZAC2047～2048年ごろには第一線を退き、ブラックライモスNEWが運用される。その後、ZACZAC2056年の惑星Zi大異変後も生き残り、ガイロス帝国軍でも使用された。
『ZOIDS concept art』におけるライモス
こちらでは「ライモス」という呼称で登場。レッドホーンの支援用という位置づけで、機体色は赤を主体にしている。

武装・装備
突撃戦用超硬度ドリル
ブラックライモス前方の角部。回転式となっており、いかなる城壁をも突破可能な装備。
接近戦用ビーム砲
頭部側面に計2基装備する。
大型電磁砲
腹部側面に計2基装備。展開することで砲の角度を変更可能。
特殊電磁場発生装置により電磁衝撃波を発生させ、敵機に発射する。
誘導対空ミサイル
背部に装備される。
2連装衝撃砲
本体腹部に装備する。
偵察用ビークル
本体背部ハッチに格納される。本体から切り離して飛行することが可能で、索敵や偵察の任務に使用される。
ビークルが本体に格納されている際、搭乗員は砲手も担う。
前方監視レーダー
耳部に存在するとした資料、コクピットハッチ上面の角部とする資料が存在する。
全方位レーダー
本体背部に設置される。
キット
デザイン公募の入選作。
キットは、大型のゼンマイであるHiパワーユニットを動力とし、一体成形の脚部を持つ単純な四足歩行ギミックにより歩行する。連動ギミックとして、腰部ビーム砲の俯仰（前後脚間のリンクによる）および頭部突撃戦用超硬度ドリルの回転を有する。ドリルを駆動するギアシステムは、手動ギミックである頭部の上下とリンクしており、頭部を下げた突撃体制にするとギアが結合してドリルが回転する。この他の手動ギミックは、コックピットハッチ（頭部および背部）の開閉および各火器・ミサイルの旋回である。
EHI-2 ブラックライモス
1987年6月発売。
EHI-2 ブラックライモス(NEW)
1988年6月発売。成型色が変更された。
特別限定仕様 ブラックライモス
ガイロス帝国仕様。『月刊コロコロコミック』誌2000年8月号誌上通販にて限定発売された。武装データは以前と変わらないが、ゼネバス帝国仕様（EHI-2）では銀色だった電磁砲が黒に近い銅色に、青緑色だった関節キャップがライトグレーに、シールもガイロス帝国のマークをあしらった新規のものに変更されている。
アメリカではハズブロ社より海外版が「#000 Black Rhimos」として一般発売された。
メタルライモス
小学館発行の学年誌（いわゆる小学○年生）2000年12月号誌上通販にて限定発売された。予想を遥かに超える応募があったため、2001年の東京おもちゃショー会場でも限定発売された。通常のEHI-2 ブラックライモスでは黒だった装甲が銀色に、暗赤色だったフレームが黒に、銀色だった電磁砲がメタリック調の黒に、青緑色だった関節キャップがライトグレーに変更されている。機体の銀色は、キットでは成型色ではなく塗装で再現されている。
アメリカではハズブロ社より海外版が「#157 Metalrhimos」として一般発売された。
GZ-005　ヘビーライモス
通常のブラックライモスでは黒だった装甲が濃紺に、それぞれ暗赤色と銀色だったフレームと電磁砲が濃いガンメタルに、シールもオリジナルのものに変更されている。その他の差異としては、関節キャップがガンスナイパーなどと同形のもの（青）になっていることと、パイロットフィギュアが一体のみになっていることが挙げられる。
アニメ『ゾイドジェネシス』の放映に際し、GZシリーズの一つとして2005年3月下旬ごろに発売された。
ZGe-003　ハウンドソルジャー&ヘビーライモスセット
2008年8月に限定発売されたセット。ヘビーライモスは「ゾイドジェネレイションズ」に登場するレーテ仕様となる。外装をEZ版のようなブラックに、フレームの成形色をオレンジ色に変更したものに、新規のミサイルポッドと鉄球型パーツを付属したもの。ケン専用ハウンドソルジャーとセットでイベントにて販売された。
作中での活躍
『ゾイドバトルストーリー』（小学館）
『ゾイドバトルストーリー2』では、ZAC2042年にヘリック共和国軍の防衛ラインであるハドリアンウォールの戦いにおいて活躍。頭部ドリルは城壁をゴドスごと破るほどの威力を示した。
ZAC2045年には中央山脈に立て籠る共和国軍に協力する少年たちが住む集落でコマンドウルフを追っていたツインホーンが奪われた事態に駆けつけるが、巧みな罠に嵌り、返り討ちに遭ってしまう。
『ゾイド公式ファンブック』（小学館）
ZAC2100年にはヘリック共和国軍の西方大陸（北エウロペ大陸）における拠点であるロブ基地攻略のため本国から派遣されたが、同年7月に行われた作戦は既に失敗していたため、ブラックライモスの部隊はヘスペリデス湖に架かる橋の付近で砂地に潜伏し追撃する共和国軍の迎撃に参加。ディバイソンやカノントータスに対する奇襲を成功させた。
同年9月にはレッドラストの戦いに参戦するが、ウルトラザウルス・ザ・デストロイヤーのウルトラキャノンの一撃を受ける場面も見受けられた。同年10月のジェノブレイカーとブレードライガーの交戦時には、デススティンガーの巣となった遺跡にブラックライモスの残骸が確認できる。
ゾイドバトルストーリー（学年誌掲載版）
ゴルドスを撃破し、そのままゲルダーとともに進軍。ウルトラザウルスの脚部を角によって貫通し、その身動きを封じた。その次のストーリーではシールドライガーに吹き飛ばされている。

### バリエーション（ブラックライモス）
ブラックライモスNEW
| ブラックライモスNEW | ブラックライモスNEW |
| ------------------- | --- |
| 番号                | EHI-2 |
| 所属                | ゼネバス帝国 暗黒軍(ガイロス帝国) |
| 分類                | サイ型 最強部隊所属専用メカ |
| 全長                | 11.3m |
| 全高                | 7.6m |
| 全幅                | 6.7m |
| 重量                | 56.0t |
| 最高速度            | 180km/h |
| 乗員人数            | 2名 |
| 武装 装備           | 突撃戦用超硬度ドリル×1 接近戦用ビーム砲×2 大型電磁砲×2 誘導対空ミサイル×2 二連装衝撃砲×1 偵察用ビークル×1 前方監視レーダー 全方位レーダー |

ブラックライモスのバリエーションの一つで、ゼネバス帝国軍最強部隊の所属機。
ZAC2046年には指揮官機であるアイアンコングMk-II量産型、デスザウラーMk-II、グレートサーベル、ブラキオスNEWとともにゼネバス帝国軍タイプMk-II部隊に編成されている。
なお、キットのパッケージでの表記はあくまで「ブラックライモス」であり、型式番号も通常のブラックライモスと同じEHI-2のままである。『新ゾイドバトルストーリー』では「ブラックライモス ニュータイプ」と呼ばれていた。ゾイド公式ファンブック1巻ではブラックライモスNEWの名称を用いている。
メタルライモス
| メタルライモス METALRHIMOS | メタルライモス METALRHIMOS |
| -------------------------- | --- |
| 番号                       | 設定なし |
| 所属                       | ガイロス帝国 |
| 分類                       | サイ型 |
| 全長                       | 11.3m |
| 全高                       | 7.6m |
| 重量                       | 56.0t |
| 最高速度                   | 180.0km/h |
| 乗員人数                   | 2名 |
| 武装 装備                  | 突撃戦用超硬度ドリル×1 接近戦用ビーム砲×2 大型電磁砲×2 誘導対空ミサイル×2 2連装衝撃砲×1 偵察用ビークル×1 前方監視レーダー 全方位レーダー |

ブラックライモスのバリエーション。司令官用の機体として位置付けられており、装甲が超合金に変更されている。銀色の機体色はミラーコーティングとなっており、ビーム攻撃を反射可能としている。
ヘビーライモス
| ヘビーライモス HEBBY RHIMOS | ヘビーライモス HEBBY RHIMOS |
| --------------------------- | --- |
| 番号                        | GZ-005（ジェネシス） |
| 所属                        | 劇中には未登場（ジェネシス） |
| 分類                        | サイ型 |
| 全長                        | 11.3m |
| 全高                        | 7.6m |
| 全幅                        | 6.7m |
| 重量                        | 56.0t |
| 最高速度                    | 180.0km/h |
| 乗員人数                    | 1名 |
| 武装 装備                   | 突撃戦用超硬度ドリル 大型電磁砲×2 誘導対空ミサイル×2 2連装衝撃砲 接近戦用ビーム砲×2 前方監視レーダー 全方位レーダー 偵察用ビークル |

ブラックライモスのバリエーション。突撃戦が得意なことや、ビークルによる偵察が可能など、高い総合能力を持つ。『ゾイドジェネシス』の機体として扱われるが、アニメーション本編には登場しない。
ヘビーライモス レーテ仕様
| ヘビーライモス レーテ仕様 HEBBY RHIMOS | ヘビーライモス レーテ仕様 HEBBY RHIMOS |
| -------------------------------------- | --- |
| 番号                                   | ZGe-003 |
| 所属                                   | ジン遊撃隊 |
| 分類                                   | サイ型 |
| 全長                                   | 14.5m |
| 全高                                   | 8.6m |
| 重量                                   | 89.2t |
| 最高速度                               | 175.km/h |
| 乗員人数                               | 1名 |
| 主な搭乗者                             | レーテルメ・フェアロネス |
| 武装 装備                              | インパクトハンマー「ベンケイ」 大型電磁砲×2 AZ5連装ミサイルポッド×4 誘導対空ミサイル×2 2連装衝撃砲 接近戦用ビーム砲×2 前方監視レーダー 全方位レーダー 偵察用ビークル |

ヘビーライモスに各種オプションパーツを装備させたレーテ専用サイ型ゾイド。ジン遊撃隊所属のゾイドの中では唯一メタルZi製の装備を持っておらず、脚部の5連装ミサイルポッドによる砲撃支援を基本戦術としているが、格闘戦では鼻先のインパクトハンマー「ベンケイ」を振り回すことでバイオゾイドの群れを牽制する。鼻先の武装は各種アタッチメントが用意されており、様々な戦局に対応することが可能になっている。
要塞砲仕様
| ブラックライモス 要塞砲仕様 | ブラックライモス 要塞砲仕様 |
| --------------------------- | --------------------------- |
| 分類                        | ゼネバス帝国                |
| 分類                        | サイ型                      |
| 武装 装備                   | 大型要塞砲                  |

『EHI-2ブラックライモス』パッケージ裏に掲載されたバリエーション。ビークルを搭載する代わりに大型の要塞砲を装備したタイプ。
重ミサイル仕様
| ブラックライモス 重ミサイル仕様 | ブラックライモス 重ミサイル仕様                             |
| ------------------------------- | ----------------------------------------------------------- |
| 分類                            | ゼネバス帝国                                                |
| 分類                            | サイ型                                                      |
| 武装 装備                       | 多弾頭ミサイル 小型ミサイルポッド 対空ミサイル 対地ミサイル |

『EHI-2ブラックライモス』パッケージ裏に掲載されたバリエーション全身に多数のミサイルを装備。後方支援などに用いられる。

## ベアファイター
| ベアファイター BEARFIGHTER | ベアファイター BEARFIGHTER                                                                                |
| -------------------------- | --- |
| 番号                       | RHI-6（旧） RZP-BF（新）                                                                                  |
| 所属                       | ヘリック共和国                                                                                            |
| 分類                       | クマ型 極地戦型戦闘獣                                                                                     |
| 全長                       | 12.0m（四足時） 7.9m(二足時)                                                                              |
| 全高                       | 6.8m（四足時） 10m(二足時)                                                                                |
| 全幅                       | 6.3m |
| 重量                       | 45.6t |
| 最高速度                   | 四足時 190km/h（旧） 二足時 90km/h（旧） 200.0km/h（新）                                                  |
| 乗員人数                   | 1名 |
| 主な搭乗者                 | リーリエ・ハルトマン（ZBCG）                                                                              |
| 武装 装備                  | 超硬度セラミック爪×4 6連装ミサイルランチャー×1 超強化キャノピー センサー×2 2連装電磁キャノン砲×1 複合装甲 |

ヘリック共和国のクマ型ゾイド。重装甲と強力な主砲を持ち、砲撃および高速移動の安定性に優れた四足形態で敵陣へ切り込み、二足形態では格闘戦を得意とする。中央大陸戦争後半から登場し、ZAC2046年にはゴドス、アロザウラーとともに「ディバイソン突撃隊」に編成された。ZAC2056年の惑星Zi大異変後も生き残り、暗黒大陸戦争において敵軍拠点を攻撃する攻勢用ゾイドとして再量産されることになった。
武装・装備
超硬度セラミック爪
ベアファイターの爪部。前脚部は高い打撃力を有しており、白兵戦ではブラックライモスを一撃で吹き飛ばすパワーを発揮する。
6連装ミサイルランチャー
腹部に装備する。白兵戦用の兵装。
超強化キャノピー
ベアファイターのキャノピー部。
センサー
ベアファイターの耳部。
2連装電磁キャノン砲
背部に装備する。
複合装甲
ベアファイターの装甲部。中型機のレベルを超えた堅牢さを持ち、敵陣からの集中砲火に耐え得る。
キット
四足形態から二足形態への変形が可能（脚部の付け根が回転式になっており、連動して頭部の向きも切り替わる）であり、両形態共ゼンマイで歩行が可能。このようなギミックを持ったゼンマイゾイドは本機と、本機のリデコ商品のバンブリアンのみである。
RHI-6べアファイター
1987年11月発売。
RHI-6べアファイター(NEW)
1988年7月発売。ベアファイターの成型色を白基調に変更したもの。
特別限定仕様 ベアファイター
『月刊コロコロコミック』誌2001年4月号誌上通販にて限定発売された。旧仕様（RHI-6）ではスモークグレーだったキャノピーがクリアオレンジに、シールも新規のものに変更されている。アメリカではハズブロ社より海外版が「#511 Bear Fighter」として一般発売された。

### バリエーション（ベアファイター）
ベアファイターNEW
| ベアファイターNEW | ベアファイターNEW                                                                                    |
| ----------------- | --- |
| 番号              | RHI-6                                                                                                |
| 所属              | ヘリック共和国                                                                                       |
| 分類              | クマ型 Mk-II部隊所属専用メカ                                                                         |
| 全長              | 12m（四足時）                                                                                        |
| 全高              | 6.8m（四足時）                                                                                       |
| 全幅              | 6.3m                                                                                                 |
| 重量              | 45.6t                                                                                                |
| 最高速度          | 四足時 200km/h 二足時 95km/h                                                                         |
| 乗員人数          | 1名                                                                                                  |
| 武装 装備         | 超硬度セラミック爪×4 6連装ミサイルランチャー×1 超強化キャノピー センサー×2 電磁キャノン砲×1 複合装甲 |

RHI-6 ベアファイターの共和国Mk-II部隊仕様機。通常のベアファイターとはカラーリングが異なり、機体色が茶色とオリーブドラブから白と青に、火器と爪がグレーから金色に、関節キャップが黒から白に変更されている。カラーリング以外の形状変更はなし。
ウルトラザウルスを指揮官機とし、ゴジュラスMk-II量産型、シールドライガーMk-II、コマンドウルフNEWとともにヘリック共和国軍タイプMk-II部隊を編成する機種である。
『新ゾイドバトルストーリー』では「ベアファイター ニュータイプ」と呼ばれていた。ゾイド公式ファンブック1巻では、ベアファイターNEWの名称を用いている。
寒冷地仕様
| ベアファイター 寒冷地仕様 | ベアファイター 寒冷地仕様     |
| ------------------------- | ----------------------------- |
| 分類                      | ヘリック共和国                |
| 分類                      | クマ型                        |
| 乗員人数                  | 1名                           |
| 武装・装備                | 寒冷地用熱線ビーム砲 軽量装甲 |

『RHI-6ベアファイター』パッケージ裏に掲載されたバリエーション。寒冷地用にヒーターなどを強化し、カムフラージュのため白色に塗装したタイプ。寒冷地用熱線ビーム砲の増設や装甲の軽量化も図られている。
対空仕様
| ベアファイター 対空仕様 | ベアファイター 対空仕様                |
| ----------------------- | -------------------------------------- |
| 分類                    | ヘリック共和国                         |
| 分類                    | クマ型                                 |
| 乗員人数                | 1名                                    |
| 武装・装備              | 長射程対空砲 小型対空砲 補足用レーダー |

『RHI-6ベアファイター』パッケージ裏に掲載されたバリエーション。背面の装備を長射程対空砲、小型対空砲、補足用レーダーを持つ砲塔に変更したタイプ。安定性に優れる四足歩行で移動し、レーダーでキャッチした敵に攻撃する戦法を得意とする。
ガンホー
| ガンホー | ガンホー |
| -------- | -------- |
| 分類     | クマ型   |
| 全長     | 24m      |
| 全高     | 8.3m     |
| 重量     | 85t      |
| 最高速度 | 307km/h  |
| 搭乗者   | ジャン   |

ゲーム『サイバードライブゾイド 機獣の戦士ヒュウ』に登場。青色のベアファイター。

## ヘルディガンナー
| ヘルディガンナー HEL DIGUNNER | ヘルディガンナー HEL DIGUNNER |
| ----------------------------- | --- |
| 番号                          | DHI-11（旧） EZ-011（新） GRZ-03（リバースセンチュリー） |
| 所属                          | ガイロス帝国 チーム・マッハストーム（フューザーズ） |
| 分類                          | イグアナ型 特機支援型 |
| ロールアウト                  | ZAC2051年 |
| 配備数                        | 3800機(ZAC2100年秋時点) |
| 全長                          | 24.5m |
| 全高                          | 5.8m |
| 全幅                          | 6.5m |
| 重量                          | 48t |
| 最高速度                      | 130km/h 180km/h（GRZ-03） |
| 乗員人数                      | 1名 |
| 主な搭乗者                    | コンチョ・キャンサ少尉（新・ガイロス帝国／鉄竜騎兵団） ズィーガー・シャン軍曹（新・ガイロス帝国／鉄竜騎兵団） リムゾン・オクサイド(ZBCG) ダン（フューザーズ） |
| 武装 装備 （旧）              | 4連装パラライザー×2 収光ビーム砲 連動衝撃砲 連装レーザー 72mm対空砲 レーダーシールド フエルチューブ                                                           |
| 武装 装備 （新）              | ストライククロー×4 ARZ20mm2連装ビーム砲×2 ロングレンジアサルトビーム砲 銃座式地対空72mmマシンガン スマッシュアップテイル                                      |

ガイロス帝国軍の奇襲攻撃隊に配備されているイグアナ型水陸両用ゾイド。機動力に優れる機体。その野生体は中央大陸の砂族が運搬・土木・戦闘用に使用してきたものとなる。
DHI-11　ヘル・ディガンナー
第一次大陸間戦争時代（ZAC2051～2056年）の仕様。同時代においては特殊工作部隊に所属することから機体呼称に「ヘル」の名を冠した。第一次大陸間戦争時代のヘルディガンナーは暗黒大陸特有の鉱物「ディオハリコン」を食料とすることでエネルギーを産出でき、機体の一部が薄緑色に発光する特色を持っていた。
GRZ-03　ヘルディガンナー
ZAC2056年の惑星Zi大異変後も生き残った機体を、ZAC2057年以降磁気嵐対応型に改良したもの。後のEZ-11と同一の武装を施しつつも以前と同じく内部にディオハリコンが組み込まれており、装甲にはアイスブレーザーやガンギャラドに使用されていたアイスメタルの技術を応用し強化が施されていた。
EZ-011 ヘルディガンナー
ZAC2099年からの戦いでは西方大陸（エウロペ大陸）の環境に合わせた仕様変更を受けた上で投入された。惑星Zi大異変の影響からディオハリコン技術が失われたものの、奇襲や破壊活動などで活躍した。荒涼とした大地の多い西方大陸においては最もその地形に適した機体と言われている。陸上での運動性は低いが、湿地帯や浅瀬では機動力が高く、背部にはロングレンジアサルトビーム砲を装備したことで狙撃任務にも用いられる。
武装・装備
（旧）は第一次大陸間戦争時代、（新）は第二次大陸間戦争時代の装備呼称。
4連装パラライザー（旧） / ARZ20mm2連装ビーム砲（新）
頭部直下に装備する。第一次大陸間戦争時代はパラライザーとされており、敵の動きを封じる効果や同時に複数敵に発砲できる対歩兵用レーザーとして機能する兵装であった。
第二次大陸間戦争時代においては片面2連装、計4門のビーム砲として扱われている。
収光ビーム砲（旧） / ロングレンジアサルトビーム砲（新）
連動衝撃砲（旧）
連装レーザー（旧）
背部に装備する。第一次大陸間戦争時代は3連砲塔となっており、上段の砲はディオハリコンで得られたエネルギーを用いた収光ビーム砲。下段左側の砲は連装レーザーで、右側の砲は連動衝撃砲として扱われていた。
一方で、第二次大陸間戦争時代においては一纏めに長射程・狙撃用のロングレンジアサルトビーム砲へと改変されている。
72mm対空砲（旧） / 銃座式地対空72mmマシンガン（新）
尾部に装備する。自動追尾式の長距離砲。
レーダーシールド（旧）
頭部のキャノピー状パーツ。直射光から感覚器を保護しつつ、レーダーとしても機能する。
ストライククロー（新）
ヘルディガンナーの爪部。同機は爪部や牙部も敵機を切り裂く強力な兵装となっている。
スマッシュアップテイル（新）
ヘルディガンナーの尾部。
フエルチューブ（旧）
機体各部に配されるパイプ。第一次大陸間戦争時代はディオハリコンによって得られたエネルギーを供給する役割を持っており、分断された際はエネルギーダウンを引き起こす恐れのある弱点でもあった
第二次大陸間戦争時代(EZ-011)においてはディオハリコンを用いない設計がなされているが、チューブ状パーツは引き続き採用されており、これがどのように機能するのかは不明。
作中の活躍
バトルストーリー
ZAC2051年3月。ニカイドス島を攻めるヘリック共和国軍の前に姿を現し、デッド・ボーダーと共に共和国軍を奇襲した。
ZAC2100年7月。第二次全面開戦勃発の折には共和国軍ロブ基地に対してブラキオスやシンカーとともに海面からの奇襲を敢行したが、ハンマーヘッドに阻止されている。
アニメ
アニメ『ゾイド -ZOIDS-』では第17話から登場。『ゾイドフューザーズ』第16話には、チーム・マッハストームのメカニックマン、ダンが操縦するオリーブドラブの機体色のヘルディガンナーが登場している。
キット
ハイパワーユニットの動力で、四肢と尾を動かしながら歩行する。
DHI-11 ヘル・ディガンナー
1989年3月発売。カラーリングは、では本体が黒と薄緑色（蓄光顔料を含むプラスチックでディオハリコンを再現）、キャノピーがクリアグレー。
EZ-011 ヘルディガンナー
1999年8月28日発売。本体がガンメタル、キャノピーがクリアレッドとなっている。
GRZ-003 ヘルディガンナー
2008年10月31日発売。

### バリエーション（ヘルディガンナー）
ブラックチャレンジャー
| ブラックチャレンジャー | ブラックチャレンジャー |
| ---------------------- | ---------------------- |
| 所属                   | ガイロス帝国           |
| 分類                   | 不明                   |
| 全長                   | 200m                   |
| 乗員人数               | 不明                   |

全長200mの超大型機。成層圏を突破する高々度飛行能力を誇り、遙か上空から都市を爆撃する能力を持つ。全身にはビーム砲を装備し、背部のウェポンベイには電磁砲を積載する。
共和国軍に鹵獲され、そのまま暗黒軍攻撃に使われたが、迎撃に出撃したギル・ベイダーによって撃破されている。
頭部はヘルディガンナーだが、後部はそのままスペースシャトルのキットを用いている。
ロイヤル仕様
| ヘルディガンナー ロイヤル仕様 | ヘルディガンナー ロイヤル仕様 |
| ----------------------------- | ----------------------------- |
| 所属                          | ガイロス帝国                  |
| 分類                          | イグアナ型                    |
| 乗員人数                      | 2名                           |

アニメ『ゾイド -ZOIDS-』第33話にて登場。ホマレフの邸宅を防衛する機体で、グレーと金色を基調としたカラーリング。
キャノリー仕様
| ヘルディガンナー キャノリー仕様 | ヘルディガンナー キャノリー仕様 |
| ------------------------------- | ------------------------------- |
| 所属                            | ガイロス帝国                    |
| 分類                            | イグアナ型                      |
| 乗員人数                        | 1名                             |

ヘルディガンナーの尾部の火器をキャノリーユニットに交換したタイプ。ゾイドカスタマイズパーツ『CP-07 キャノリーユニット』の説明書において装備例が見られるほか、アニメ作品での登場も確認される。
作中の活躍
『ゾイド -ZOIDS-』では第55話にて登場した。
ヘルディガンナーDT
| ヘルディガンナーDT | ヘルディガンナーDT |
| ------------------ | ------------------ |
| 番号               | EZ-011DT           |
| 分類               | イグアナ型         |
| 全長               | 24.5m              |
| 全高               | 5.8m               |
| 重量               | 49.5t 60t          |
| 最高速度           | 115km/h            |
| 乗員人数           | 1名                |
| 主な搭乗者         | ロス アルバート    |

ヘルディガンナー　デザート仕様とも呼称される。ヘルディガンナーから海戦用の装備を撤廃し、砂漠での戦闘に特化した機体。尾部には大型の刃を備えている。
作中の活躍
アニメ『ゾイド -ZOIDS-』第26話で初登場。賞金稼ぎのクロスボウ兄弟（ロスとアルバート）が使用した。
第40話ではヒルツ配下の盗賊が使用している。
改造ヘルディガンナー
| 改造ヘルディガンナー | 改造ヘルディガンナー               |
| -------------------- | ---------------------------------- |
| 所属                 | チーム・チャンプ（スラッシュゼロ） |
| 分類                 | イグアナ型                         |
| 乗員人数             | 1名                                |
| 主な搭乗者           | セバスチャン(スラッシュゼロ)       |

アニメ『ゾイド新世紀スラッシュゼロ』第3話から登場。チーム・チャンプのセバスチャンの機体。機体背部にはゴジュラスキャノンを装備する。
公式媒体において固有名詞は定められておらず、「別冊コロコロコミック」誌2001年2月号ではこの呼称で掲載された。

## ホワイトタイガー
| ホワイトタイガー WHITE TIGER | ホワイトタイガー WHITE TIGER                                                                   |
| ---------------------------- | ---------------------------------------------------------------------------------------------- |
| 分類                         | トラ型                                                                                         |
| 全長                         | 15m                                                                                            |
| 全高                         | 7m                                                                                             |
| 全幅                         | 6m                                                                                             |
| 重量                         | 70t                                                                                            |
| 最高速度                     | 250km/h                                                                                        |
| 乗員人数                     | 1名                                                                                            |
| 武装 装備                    | 2連ビーム砲（初期型のみ） 2連衝撃砲 2連高速キャノン砲（強化型のみ） 電磁シールド（強化型のみ） |

山岳地帯に生息する中型のトラ型ゾイド。その名前のとおり白を基調とした体色が特徴である。希少種であるため軍用ゾイドとして採用されなかったが、いわゆる野生体ゾイドに近い敏捷性と速度を活かした白兵戦能力は高く、従来の戦闘ゾイドに勝る能力を誇る。武装強化型になると、2連高速キャノン砲と電磁シールドが装備されて攻守が強化される。なお、同じくトラ型ゾイドであるセイバータイガーとは名称・性能諸元・武装配置が似通っているが、関連性などは言及されていない。
ゲーム『ZOIDS Material Hunters』のオリジナルゾイド第1弾で、ゲームサービス開始前の事前登録者10万人達成特典としてプレイヤーに配布された。カラーバリエーションとして、ボディの一部がアクアブルーになったホワイトタイガー：アクア（White Tiger:Aqua）とブラックカラーのホワイトタイガー：シャドウ（White Tiger:Shadow）が存在する。前者はプレイヤーに公募・投票されて命名されたもの。ゲームは既にサービス終了しているが、2018年10月時点で製品化（キット）などは行われていない。
武装・装備
2連ビーム砲
背中に搭載している2連装のビーム砲。武装強化型では2連高速キャノン砲に換装される。
2連衝撃砲
喉元に装備している2連装の衝撃砲。武装強化型でもそのまま残っている。
2連高速キャノン砲
初期型の2連ビーム砲に替わって、新たに背中に搭載された武装。
電磁シールド
両前肢の肩に装備されて側面を守る増加装甲。外観はケージ装甲に似ている。

## ライジャー
| ライジャー LIDIER | ライジャー LIDIER                                                                        |
| ----------------- | ---------------------------------------------------------------------------------------- |
| 番号              | EHI-9                                                                                    |
| 所属              | ゼネバス帝国 ガイロス帝国                                                                |
| 分類              | ライオン型 帝国軍最速メカ                                                                |
| 全長              | 20.2m                                                                                    |
| 全高              | 6.5m                                                                                     |
| 全幅              | 5.8m                                                                                     |
| 重量              | 40t                                                                                      |
| 最高速度          | 320km/h                                                                                  |
| 乗員人数          | 1名                                                                                      |
| 設計者            | ケネス・オルドヴァイン技術将校                                                           |
| 武装 装備         | 3連電粒子砲×1 ビーム砲×2 連射キャノン×1 レーザーサーベル×2 ジェットプロテクター エルロン |

中央大陸戦争末期、ゼネバス帝国軍がデスザウラー大隊での配備を念頭に開発したライオン型ゾイド。開発ベースとなったゾイドはシールドライガーやライガーゼロとは異なるライオン型種となる。空気抵抗を最大限に抑えるため流線型のボディとなっている。ゼネバス帝国滅亡後は暗黒軍（ガイロス帝国）によって運用された。ZAC2056年の惑星Zi大異変以降は登場しない。
武装・装備
3連電粒子砲
腰の上に装備。
ビーム砲
左肩の上と尾端の左側に装備。
連射キャノン
胸に装備。
レーザーサーベル
ライジャーの牙部。
ジェットプロテクター
頭の上に装備。
エルロン
尾端に備える。
作中の活躍
バトルストーリー
マッドサンダーの設計図を奪取するため共和国基地への侵入任務を敢行。途中でレイノスの妨害を受けながらもレドラーの援護もあり、アロザウラーが保有していた同データの封入された「サイバーディスク」の奪取に成功する。別の戦いでは橋を渡るマッドサンダーを相手に足止めを行い、ゴーレムの橋桁の爆破工作を支援した。
ZAC2053年10月のエントランス湾の戦いでは、機体色を変更したライジャーがジークドーベルの僚機として参戦している。
ゲーム
PlayStationの『ゾイド帝国VS共和国』では末期ゼネバスゾイドでありながら、登場しなかったが、続編の『ヘリック共和国VSガイロス帝国』では、隠しユニットとして、ある条件を果たせば入手できる。

### バリエーション（ライジャー）
ゴッドスピード
| ゴッドスピード | ゴッドスピード |
| -------------- | -------------- |
| 分類           | ライオン型     |
| 全長           | 25.9m          |
| 全高           | 12.2m          |
| 重量           | 124t           |
| 最高速度       | 305km/h        |
| 搭乗者         | ジョニー       |

ゲーム『サイバードライブゾイド 機獣の戦士ヒュウ』に登場。赤色のライジャー。

## レイノス
| レイノス RAYNOS  | レイノス RAYNOS                                                                                              |
| ---------------- | --- |
| 番号             | RHI-10（旧） RZ-039（新）                                                                                    |
| 所属             | ヘリック共和国                                                                                               |
| 分類             | テラノドン型 超音速攻撃型                                                                                    |
| 全長             | 17.3m |
| 全高             | 7.3m |
| 全幅             | 16.3m |
| 重量             | 30.0t |
| 最高速度         | M3.3 |
| 乗員人数         | 1名 |
| 主な搭乗者       | ロイ・ジー・クルーガ（旧） グラハム（旧） ビー・フュゼル（新） メリッサ・スー(ZBCG) サラ（フューザーズ）     |
| 武装 装備 （旧） | 3連装ビーム砲 72mmバルカン砲×2 対空ミサイル（格納） 3D電子式レーダー                                         |
| 武装 装備 （新） | 3連装ビーム砲×1 対空ミサイル（格納） シュツルムクロー×2 スパイククロー×2 3D電子式レーダー×1 72mmバルカン砲×2 |

中央大陸戦争末期、ヘリック共和国軍がゼネバス帝国軍のレドラーに対抗して開発したテラノドン型ゾイド。レドラーが一撃離脱戦法を得意とすることに比べ、レイノスはドッグファイトに特化した機体となっている。機体は大幅な軽量化がなされており、それにより多数の武装の搭載に成功した。さらに後部に搭載されたジャイロ・Dシステムという姿勢制御機構により優れた旋回性を発揮し、アフターバーナーの推進力は機体を一気に最高速まで加速させることが出来る。
戦火と惑星Zi大異変の影響によって個体数が激減し絶滅寸前となったが、共和国の長年の保護政策によって第一線に復帰できるほど個体数が増加し、OS搭載により量産ができないストームソーダーに代わる形で再配備が進められた。
武装・装備
3連装ビーム砲
本体腹部に装備。
72mmバルカン砲
尾部に装備する。
対空ミサイル
腹部に格納する。
3D電子式レーダー
背部に装備する。攻撃システムと連動しており、パイロットの負担を軽減する。また、索敵能力をも有する。
シュツルムクロー
主翼部の爪。
スパイククロー
脚部の爪。
キット
キットは大型のゼンマイであるHiパワーユニットが動力。単純な二足歩行ギミックにより歩行する。連動ギミックとして翼のはばたきおよび下あごの開閉を有する。歩行時には尾翼が接地することによって左右への揺動を抑えているため、これを取り外すとまともに歩けなくなる。手動ギミックはキャノピーの開閉、外翼上反角の変更、火器・レドームの旋回。
RHI-10 レイノス
1989年1月発売。本体外装部がライトブルー、キャノピーがスモークグレーのカラーリングとなる。
RZ-039 レイノス
2001年1月15日発売。エメラルドグリーンとクリアーオレンジのカラー。
DLZ-003 レイノス
2005年に開催されたイベント『恐竜博2005 〜恐竜から鳥への進化〜』会場において限定発売。成型色はアイボリーに近いホワイトに変更されており、シールは付属していない。このバージョンにはゾイドバトルストーリーやアニメと繋がる設定は特に存在していない。この際、「DLZ-001 ジェノザウラー」、「DLZ-002 レッドホーン」、「DLZ-004 スナイプマスター」が同時に発売された。
作中での活躍
ゾイドバトルストーリー
ZAC2051年3月。ロイ・ジー・クルーガ少尉の機体がニカイドス島に立て籠るゼネバス帝国残存勢力を攻撃し、海岸線のレーダー基地を破壊する活躍を見せる。その後、暗黒大陸に逃亡するホエールカイザーをグラハム大尉機と共に撃墜した。
同年10月。第一次暗黒大陸上陸作戦でもクルーガは本機と共に赴いたが、作戦失敗からクルーガは不本意ながら本機を放棄して共和国に撤退せざるを得なかったその後、同機はZAC2054年6月にオルディオスでギル・ベイダーを辛くも倒したクルーガと3年前に放棄されていた状態で再会し、彼と共に3年ぶりに共和国本土へと帰還し。
ZAC2101年、暗黒大陸侵攻作戦のため、長年の保護活動で戦場復帰出来る数となったレイノスは再び戦場に飛び立ち、ニクシー基地では基地とウルトラザウルス防衛のために、ザバットと空中戦を演じ、アンダー海海戦でもプテラス、ハンマーヘッドと共にシンカーを迎撃したものの、圧倒的な数を駆逐することは出来なかった。
ネオゼネバスとの戦いに移ったZAC2106年春でも共和国軍に運用され、キメラブロックスやそれを司令するシュトルヒアントラーと交戦した。
アニメ
『ゾイドフューザーズ』では第11話にて女性Ziファイター、サラがRZ仕様のカラーリングの機体でバトルロイヤルに参加。第17話では治安局の機体も登場した。
ゲーム
PS版ゲーム2作に登場。『ZOIDS2 ヘリック共和国VSガイロス帝国』では猛禽類のように相手にキック態勢で襲いかかる。

### バリエーション（レイノス）
ストライクディノニクス
| ストライクディノニクス | ストライクディノニクス |
| ---------------------- | ---------------------- |
| 所属                   | ヘリック共和国         |
| 分類                   | ディノニクス型         |

『ゾイド公式ファンブック3』に掲載。ディノニクス型実験機で、格闘戦でのパワーはジェノザウラーにも匹敵する。
初出はコロコロコミック誌2001年8月号の改造例で、レイノスのボディをベースにシャドーフォックスとスピノサパーのパーツで製作されている。
漫画「ゾイドバトラー雷牙」3巻においては同様の改造を施されたゾイドが「シャドウザウラー」の呼称で登場した。
レイノス（治安局仕様機）
| レイノス | レイノス                           |
| -------- | ---------------------------------- |
| 所属     | ブルーシティ治安局（フューザーズ） |
| 分類     | プテラノドン型                     |

アニメ『ゾイドフューザーズ』第17話で登場。カラーリングが青と白のブルーシティ治安局所属機で、背面には小型のパトライトも装備されている。ストームソーダージェットと交戦した。
他の治安局仕様機はゴジュラスギガPBS、アロザウラーPBS、シンカーPBS、ゴルヘックスBPSといった呼称が個別に存在するが、このレイノスには存在しない。
レイノスJeS
| レイノスJeS | レイノスJeS                                                                                                  |
| ----------- | --- |
| 番号        | Zi-039 |
| 所属        | チーム・ブリッツ（スラッシュゼロ）                                                                           |
| 分類        | プテラノドン型                                                                                               |
| 全長        | 17.3m |
| 全高        | 7.3m |
| 重量        | 30.0t |
| 最高速度    | M3.3 |
| 乗員人数    | 1名 |
| 主な搭乗者  | ジェミー・ヘメロス（スラッシュゼロ）                                                                         |
| 武装 装備   | 3連装ビーム砲×1 対空ミサイル（格納） シュツルムクロー×2 スパイククロー×2 3D電子式レーダー×1 72mmバルカン砲×2 |

『ゾイド新世紀スラッシュゼロ』第13話から登場。ジェミー・ヘメロスが搭乗した。ジェミー・ヘメロスの乗機。「スラッシュゼロ」の世界では希少なゾイドとされており、トロス博士にプテラスボマーを勝手に売り飛ばされてしまったジェミー・ヘメロスの新しい愛機となった。ジェミーは本機に搭乗すると、普段の弱気な性格から超強気な性格に変心する。ザバットの大部隊と交戦し、ピアスの駆る有人仕様機を含めてたった1機で壊滅状態にまで追い込んだ（事のついでにアルタイルのホエールキングにも多大な損害を与えて追い返してしまっている）。また、バックドラフトが投入したストームソーダーF1を2機撃墜するという大金星を成し遂げた。なお、レイノスから降りたジェミーは元の弱気な性格にもどる。
機体呼称は『ゾイドバトルカードゲーム』登場時のもので、アニメ作中ではレイノスと呼称される。外観はノーマル機と差異は無い。
ジェットレイノス
| ジェットレイノス | ジェットレイノス |
| ---------------- | ---------------- |
| 全長             | 17.3m            |
| 全高             | 10.2m            |
| 重量             | 48.0t            |
| 最高速度         | M3               |

『小学四年生』2001年3月号に掲載。レイノスにボマーユニットやワイルドウィーゼルユニットのパーツを増設している。
漫画『ゾイドバトラー雷牙』では町内ゾイドバトル大会において大田が使用。シーラカンディックとペアを組みバーニングライガーゼロを追い込むが、雷牙の奇策によってシーラカンディックのパイルバンカーに刺突され、身動きがとれないまま撃破された。
レイノスSS（スーパーソニック）
『小学六年生』2001年3月号、『小学五年生』2001年4月号に掲載。レブラプターの前脚が追加されたほか、両翼部にヘリ状のローターを増設。そこにブースターキャノンが計4基装備されている。
漫画『ゾイドバトラー雷牙』ではバーチャバトルトーナメント編で元米軍パイロットのジョン・クレイグが使用。上空からの砲火でバーニングライガーゼロを追い込むが、音速域に加速したバーニングライガーゼロが放ったソニックブームによって撃破されている。
アタックレイノス
『小学三年生』2001年4月号、『ゾイド改造マニュアル』に登場。主翼形状が変更され、背部にはエレファンダーのレーダービークルを備える。機体カラーは黄色。掲載ストーリーではザバットと交戦した。

## レインボージャーク
| レインボージャーク RAINBOW JERK | レインボージャーク RAINBOW JERK |
| ------------------------------- | --- |
| 番号                            | GZ-011 |
| 所属                            | ディガルド討伐軍（ジェネシス） |
| 分類                            | クジャク型 |
| 全長                            | 20.9m |
| 全高                            | 12.6m |
| 重量                            | 45.0t |
| 最高速度                        | M2.5 |
| 乗員人数                        | 1名 |
| 武装 装備                       | ゴールデンビーク エアロクラウン アイアンフットネイル×2 2連装シュツカランチャー×2 2連装ピンポイントレーザー フェザーカッター（Metal-Zi製）×2 レインボービームテイル×6 クリスタルパネル×2 |
| 主な搭乗者                      | コトナ・エレガンス（ジェネシス） |

アニメ『ゾイドジェネシス』に登場したクジャク型飛行ゾイド。パイロットはコトナ・エレガンス。外翼部がメタルZi製の刃「フェザーカッター」となっているほか、尾羽の「クリスタルパネル」によってビーム攻撃を吸収可能としている。後に「ウインドダンサー」を装備しレインボージャークウインドへと強化された。
武装・装備
ゴールデンビーク
嘴部。
エアロクラウン
冠羽部分。
アイアンフットネイル
両足の爪。
2連装シュツカランチャー
胸部左右に装備。
2連装ピンポイントレーザー
胸部中央に装備。
フェザーカッター
風切り羽部分。メタルZi製の刃であり、高速飛行時には敵機を一刀両断する武器となる。
レインボービームテイル
尾羽のうち、外側の3対。虹色のビームを放つ。
アニメでは9対程に増えており、ここから「パラクライズ」と呼ばれる、ゾイドの運動神経を麻痺させる攻撃を可能としている。
クリスタルパネル
尾羽のうち、内側の1対。ビーム攻撃を吸収する機能を持つ。
キット
GZ-011 レインボージャーク
2005年5月発売。キットは無動力だが、首を前後に動かし、その向きによる姿勢変更によって飛行および降着の状態を再現することができる。尾羽を立てると扇状に展開し、ビーム発射（パラクライズ使用）形態になる。フェザーカッターは軟質塩ビ製。
後に発売されたZP-A ゾイドパワーアップパーツ・セットAを装着することでレインボージャークウィンドの再現も可能。
レインボージャークウインド
成型色をよりアニメ劇中のイメージに近いものに変更したレインボージャーク、ウインドダンサー（こちらは成型色変更なし）、コトナ・エレガンスの彩色済みフィギュアを同梱したキット。2005年12月28日ごろに限定発売された。
劇中での活躍
劇中でも数少ない飛行ゾイドだが、空中戦は少なく、空からの偵察や仲間の空輸といった役割の方が多い。燃料たるレッゲルの消費量は多いらしく、移動時はデッドリーコングやムラサメライガーの上に停まり搬送してもらうこともある。
同じく空戦ゾイドであるバイオプテラとは何度か交戦し、初遭遇時には翼の一部を焼かれたが、アイアンロックではウィンドダンサーのブースターで追撃を振り切り、バイオプテラの背部に回るなど優位に戦いを進めた。
最終決戦では量産型バイオトリケラのワイヤーに絡め取られ墜落、デッドリーコングが盾になりコトナは助るものの、戦闘不能となった。

### レインボージャークウインド
| レインボージャークウインド RAINBOW JERK WIND | レインボージャークウインド RAINBOW JERK WIND |
| -------------------------------------------- | --- |
| 番号                                         | なし |
| 所属                                         | ディガルド討伐軍（ジェネシス） |
| 分類                                         | クジャク型 |
| 全長                                         | 20.9m |
| 全高                                         | 12.6m |
| 重量                                         | 52.0t |
| 最高速度                                     | M3.2 |
| 乗員人数                                     | 1名 |
| 武装 装備                                    | ゴールデンビーク エアロクラウン アイアンフットネイル×2 2連装シュツカランチャー×2 2連装ピンポイントレーザー フェザーカッター（Metal-Zi製）×2 レインボービームテイル×6 クリスタルパネル×2 ウインドダンサー×2 |
| 主な搭乗者                                   | コトナ・エレガンス（ジェネシス） |

アニメ『ゾイドジェネシス』第27話以降に登場。GZ-011 レインボージャークに飛行能力を極限まで向上させるブースター「ウインドダンサー」を装備した仕様である。ウインドダンサーは、ディガルド討伐軍に合流した二人組の交易商人、ヤクゥとドクゥより受領。

## レドラー
| レドラー REDDRA（旧） REDLER（新） | レドラー REDDRA（旧） REDLER（新）                                                           |
| ---------------------------------- | -------------------------------------------------------------------------------------------- |
| 番号                               | RHI-7（ゼネバス帝国） EZ-005（ガイロス帝国）                                                 |
| 所属                               | ゼネバス帝国 ガイロス帝国                                                                    |
| 分類                               | ドラゴン型 超高度空撃型                                                                      |
| ロールアウト                       | ZAC2045年                                                                                    |
| 配備数                             | 3000機(ガイロス帝国軍・ZAC2100年秋時点)                                                      |
| 全長                               | 17.0m                                                                                        |
| 全高                               | 6.0m                                                                                         |
| 全幅                               | 15.0m                                                                                        |
| 重量                               | 34.0t                                                                                        |
| 最高速度                           | M3                                                                                           |
| 乗員人数                           | 1名                                                                                          |
| 主な搭乗者                         | ガーランド中佐(旧) スーリス・クラレット曹長（新） フランツ・ハルトマン(ゾイドバトルコミック) |
| 武装 装備 （旧）                   | 引込式切断翼 格闘戦用脚×4 可変収束レーザーサーチライト 放熱システム 太陽エネルギー吸収翼×2   |
| 武装 装備 （新）                   | 可変レーザーブレード ストライククロー×4                                                      |

中央大陸戦争時代、ゼネバス帝国軍が開発したドラゴン型ゾイド。可変翼による高い機動性とVTOL機能を持ち、レーザーブレードとストライククローにより機能高空で優れた格闘能力を持つ。反面、パイロットに高い操縦技量を要求し、基本装備に火器を持たない純粋な格闘戦闘機ゾイドとしての特色が強い機体と言える。
しかし両翼および頭部にハードポイントを計3基持つことから追加装備も可能となっており、羽や頭部に火器を搭載した機体も見受けられる。
中央大陸戦争時(第1期シリーズ)においてはゼネバス帝国軍にてデスザウラーの支援機としても活躍した。第二次大陸間戦争期(第2期シリーズ)以降はガイロス帝国軍の高々度空中戦用ゾイドとして位置づけられており、帝国空軍の主力となっている。
武装・装備
（旧）は中央大陸戦争時代、（新）は第二次大陸間戦争時代の装備呼称。
引込式切断翼（旧） / 可変レーザーブレード（新）
レドラーの尾部に収納される。すれ違い様に敵を攻撃する兵装。
アンテナ（旧）
レドラー後頭部の突起。
格闘戦用脚（旧） / ストライククロー（新）
レドラー四肢の爪部。ランディングギアを兼ねる。
可変収束レーザーサーチライト（旧）
レドラーの首部に設置される。
放熱システム
レドラー尾部の蛇腹部。
太陽エネルギー吸収翼（旧）
レドラーの主翼部。
作中の活躍
バトルストーリー
ZAC2045年5月に起こったフロレシオ海海戦においては対ウルトラザウルス用の爆装を施しながらも持ち前の運動性と切断翼の威力をもってヘリック共和国軍飛行隊のプテラスを撃破する活躍を見せた。しかしながらこの空中戦によって燃料が大幅に失われたため、作戦行動の遂行を不可能と判断した司令官（ガーランド中佐）の命により部隊ごと投降している。
中央大陸戦争後期ゼネバス帝国主力戦闘機となったことで、プテラスを完全に圧倒する形となった他、デスバードと共に共和国空襲にも参加した。しかし、共和国が対抗機種のレイノスを開発し、反撃に転じたことでレドラーも優位性が危ぶまれた。
暗黒大陸戦争では暗黒軍によって運用され、ギル・ベイダーと共に共和国首都爆撃に参加した。
惑星Zi大異変後も生き延び、ZAC2099年初戦では当時の共和国主力飛行ゾイドであったプテラスを圧倒し制空権を確保。帝国の優位に貢献した。
しかし、ZAC2100年に共和国がストームソーダーを開発したことによってレドラーの優位性は完全に崩れ、同年5月に西方大陸戦争における制空権は奪回されるに至っている。同年10月、ニクシー基地脱出の折にはゼネバス兵が搭乗する決死隊が共和国軍の追撃を阻止。
ZAC2101年にはストームソーダーに加えレイノスやサラマンダーが戦線に復帰し、ガイロス帝国軍の空軍力は共和国軍に後れを取る事態に陥った。同年6月に起こったアンダー海海戦では航空戦力で劣勢しながらもレドラーBCがハンマーヘッドを撃破する活躍を見せている。
アニメ
『ゾイド -ZOIDS-』第27話ではリルガを格納したコンテナを腹部に装着した機体も登場している。
漫画
『小学三年生』掲載漫画『ゾイドバトルコミック』においてはフランツ・ハルトマンを始めとするレッドデビル部隊が搭乗。共和国の陽動によって襲撃を受けていた北部海岸に対し本機で向かい、翼部に追加された火器によってウルトラザウルスやゴジュラスに攻撃を敢行。その後フランツは影武者ヘリックの搭乗するウルトラザウルスに対し、手持ちミサイルで攻撃すべく機体から降り立っている。
キット
タカラトミー版
大型のゼンマイであるHiパワーユニットを動力とし、足首のみフリーの関節になった単純な四足歩行ギミックにより歩行する。連動ギミックは、背部の翼のはばたき。翼は左右それぞれ内外翼2枚のパネルで構成されており、前縁中央を要として、外翼パネルが内翼パネルの下に入り込んでたたまれるようになっている。翼を含む背部ユニット全体は、Hiパワーユニット側面のカムにより上下し、上昇時には、翼付根軸の内側にある張出しが胴体フレームにひっかけられることにより、翼全体を大きく振り上げる。このとき、外側パネルと背部ユニット本体を結ぶロッドが外翼パネルの上昇だけを途中で止めるため、「翼をたたみながら振り上げ、開きながら振り下ろす」という生物的な動きが生成される。手動ギミックは、頭部コクピットハッチの開閉（前ヒンジ）、首の上下動および尾部レーザーブレードの展開・収納。
EHI-7 レドラー
ゼネバス帝国軍仕様。赤色がメインのカラーリングとなる
EZ-005 レドラー
ガイロス帝国軍仕様。紫色がメインのカラーリングとなる。
特別限定仕様　ブラックレドラー
2000年10月に開催されたイベント『大ゾイド展』会場にて限定発売された。
レドラー・スペシャルカラー
2005年10月～2006年1月にかけてゾイド商品に付属するZポイントを利用した懸賞品として全400個抽選で配布された。ボディがホワイト、キャノピーと翼がクリアブルーと、同時期に発売されていたギルドラゴンやGZ版デカルトドラゴンと同じカラー形成になっている。元々GZ-016 レドラーとして2005年10月に一般販売が予定されていたが、発売中止となり懸賞品となった経緯を持つ。
HMMシリーズ
EHI-7 レドラー ゼネバス帝国仕様
2023年2月発売。シリーズ第54弾。翼の基部ユニットをエンジンブロックにアレンジし前をインテーク、後をスラスターノズルに変更しノズルの下にフィンパーツを追加。ポリパーツを使用することでトミー版と同様にすることも可能。顎、腹部、翼上部、翼下部にハードポイントが増設してあり、ピンを外し3mm軸ピンと差し替えることで武装の装着が可能。オプション武装として小口径レーザー砲が2種付属。
EZ-005 レドラー ガイロス帝国仕様
2023年3月発売。シリーズ第55弾。ゼネバス帝国仕様と構造は同じ。オプション武装として2連装ミサイルと小口径対ゾイドレーザー機銃が付属。2024年2月にはブースターキャノンセットを同梱したブースターキャノン仕様が無色のクリアーパーツを追加してコトブキヤショップ限定で販売。

### バリエーション（レドラー）
レドラーBC
| レドラーBC | レドラーBC                                                   |
| ---------- | ------------------------------------------------------------ |
| 番号       | EZ-005BC                                                     |
| 所属       | ガイロス帝国                                                 |
| 分類       | ドラゴン型                                                   |
| 配備数     | 1750機(ZAC2100年秋時点)                                      |
| 全長       | 17.0m                                                        |
| 全高       | 6m                                                           |
| 重量       | 38.2t(ZOIDS SAGA) 34t(ZBCG)                                  |
| 最高速度   | M3.3                                                         |
| 乗員人数   | 1名                                                          |
| 武装 装備  | 可変レーザーブレード ストライククロー×4 ブースターキャノン×2 |

ストームソーダーとの戦力差を少しでも補うべく、レドラーにブースターキャノン二基を装備した仕様。
砲撃力および直線的な加速力が向上し、また、ガイロス帝国本土から西方大陸（北エウロペ大陸）をカバーできる飛行能力を得た。
この呼称は『ゾイド公式ファンブック2』、ゾイドバトルカードゲームなどによるもの。「ストライクレドラー」と呼称した資料、「レドラーブースターキャノン」と記載した資料も存在する。
作中の活躍
ZAC2100年7月の第二次全面会戦に参戦。共和国軍ロブ基地の前線を突破した。
レドラーインターセプター
| レドラーインターセプター | レドラーインターセプター |
| ------------------------ | ------------------------ |
| 番号                     | EZ-005IC                 |
| 所属                     | ガイロス帝国             |
| 分類                     | ドラゴン型               |
| 全長                     | 17.0m                    |
| 全高                     | 10.2m                    |
| 重量                     | 38.2t 38t                |
| 最高速度                 | M3.0                     |
| 乗員人数                 | 1名                      |

レドラーに、ドッグファイト時の空戦能力を向上させる改造や、機銃の装備を施した仕様。限定的に量産され、ガイロス帝国空軍防空戦隊に配備された。機体色はオリーブドラブ。作例ではガンスナイパーのパーツなどを流用。ゲームボーイアドバンス用ゲームソフト『ZOIDS SAGA』ではレドラーICと呼称される。
初出は「ゾイドバトルカードゲーム」のプロモカード。
ブラックレドラー
| ブラックレドラー BLACK REDLER | ブラックレドラー BLACK REDLER           |
| ----------------------------- | --------------------------------------- |
| 所属                          | ガイロス帝国                            |
| 分類                          | ドラゴン型                              |
| 全長                          | 17.0m                                   |
| 全高                          | 6.0m                                    |
| 重量                          | 34.0t                                   |
| 最高速度                      | M3                                      |
| 乗員人数                      | 1名                                     |
| 装備                          | 可変レーザーブレード ストライククロー×4 |

第二次大陸間戦争期において暗黒大陸にレドラー以上の野生飛行ゾイドが存在しなかったことと、共和国軍のストームソーダーやレイノス、サラマンダーの投入により戦力で劣勢となったガイロス帝国空軍のエースパイロットたちが、独自に愛機の細部を改造し、黒くペイントしたもの。機体のコーティングは夜間戦闘用の対レーダー用となっており、任務に合わせて追加武装を施した機体が存在する。そのため機体によって仕様・性能には差異が存在する。
ブラックレドラー（アニメ『ゾイド -ZOIDS-』登場機）
| ブラックレドラー BLACK REDLER | ブラックレドラー BLACK REDLER                         |
| ----------------------------- | ----------------------------------------------------- |
| 所属                          | ガイロス帝国                                          |
| 分類                          | ドラゴン型                                            |
| 全長                          | 17.0m                                                 |
| 重量                          | 36t                                                   |
| 最高速度                      | M3                                                    |
| 武装                          | ツインブレード ミサイルポッド 空対空キャノン砲        |
| 乗員人数                      | 1名                                                   |
| 主な搭乗者                    | ラルフ（ゾイド -ZOIDS-） ミューラー（ゾイド -ZOIDS-） |

アニメ『ゾイド -ZOIDS-』第29話から登場。ゾイドシリーズでの初登場はこちらとなる。
こちらの設定では機動性、火力、装甲のいずれにおいても大幅に強化されたレドラーであり、頭部に連射ができないものの長距離射撃と命中率の高い空対空キャノン砲、射撃時の安定性向上と格闘戦用を兼ねた尾部のツインブレード、対地用のミサイルポッド、その他、腹部のミサイルが増設されており、カラーリング以外にも通常機との明確な外見的差異がある。ガイロス帝国軍エーベネ空軍基地にてラルフ少佐率いる特殊部隊・アイゼンベック部隊が試験運用を行っており、「アーラ・バローネ」の二人組が駆るストームソーダーと交戦した。後に制式採用されている。
続く45話にも登場するが、ストームソーダー ステルスタイプの奪取後にステルス面の観点から随行できないため、同機に切り捨てられている。
ブラックレドラー近衛隊仕様
| ブラックレドラー近衛隊仕様 | ブラックレドラー近衛隊仕様 |
| -------------------------- | -------------------------- |
| 所属                       | ガイロス帝国               |
| 分類                       | ドラゴン型                 |
| 全長                       | 不明                       |
| 重量                       | 不明                       |
| 最高速度                   | 不明                       |
| 乗員人数                   | 1名                        |

アニメ『ゾイド -ZOIDS-』第43話に登場。ブラックレドラーにはあるキャノピーの中枠が無く、機首が横に広がった改造型。ルドルフの護衛機として運用された。
電撃ホビーマガジン2002年3月号に掲載されたCP没案・攻撃力強化型レドラーに頭部形状が近似しているが、相関は不明。
ブラッドラー
| ブラッドラー BLOODLER | ブラッドラー BLOODLER                                         |
| --------------------- | ------------------------------------------------------------- |
| 所属                  | 帝国軍                                                        |
| 分類                  | ドラゴン型                                                    |
| 全長                  | 17.0m                                                         |
| 全高                  | 6m                                                            |
| 重量                  | 34.5t                                                         |
| 最高速度              | M3.5                                                          |
| 装備                  | ドラゴンクロー 誘導ミサイル ステルスシステム レーザーカッター |

レドラーをベースにした実験機体。色は似ているが、ブラックレドラーとは別物。ゲーム「ゾイドサーガ」シリーズに登場。
ステルスシステムを搭載しており、ステルス性に優れる。他、武装に誘導ミサイルが追加。
レドラーFS
| レドラーFS | レドラーFS            |
| ---------- | --------------------- |
| 所属       | 皇帝軍                |
| 分類       | ドラゴン型            |
| 全長       | 17.0m                 |
| 重量       | 36.0t                 |
| 最高速度   | M2.8                  |
| 乗員人数   | 1名                   |
| 装備       | 切断翼 ミサイルポッド |

ゲームボーイアドバンス用ソフト『ZOIDS SAGA』に登場。レドラー（フラン仕様）とも記載される。ファントム騎士団四天王の一人・フランの専用レドラー。ミサイルポッドを装備し、機体各部の形状変更と赤を基調としたカラーリングが特徴。
レドラー（盗賊団仕様）
| レドラー(盗賊団仕様) | レドラー(盗賊団仕様)                               |
| -------------------- | -------------------------------------------------- |
| 番号                 | Zi-005                                             |
| 所属                 | デザルト・アルコバレーノ（ゾイド -ZOIDS-）         |
| 分類                 | ドラゴン型                                         |
| 全長                 | 17.0m                                              |
| 全高                 | 6.0m                                               |
| 重量                 | 34.0t                                              |
| 最高速度             | M3                                                 |
| 乗員人数             | 1名                                                |
| 主な搭乗者           | ヴィオーラ（ゾイド -ZOIDS-）                       |
| 武装 装備            | 可変レーザーブレード ストライククロー×4 バルカン砲 |

『ゾイド -ZOIDS-』第2話から登場。盗賊団デザルト・アルコバレーノのヴィオーラの乗機。カラーリングはガイロス帝国の通常機と異なり赤主体。バンのシールドライガーとアーバインのコマンドウルフに敗れた後、レイヴンのジェノザウラーに撃墜されている。
レドラー・ホークアイ
| レドラー・ホークアイ | レドラー・ホークアイ |
| -------------------- | -------------------- |
| 所属                 | ガイロス帝国         |
| 分類                 | ドラゴン型           |
| 乗員人数             | 1名                  |

漫画『機獣新世紀ZOIDS』に登場した高高度偵察機仕様のレドラー。背面の主翼付け根部分にレーダードームを二基設置している。
レドラー ロイヤル仕様
| レドラー ロイヤル仕様 | レドラー ロイヤル仕様 |
| --------------------- | --------------------- |
| 所属                  | ガイロス帝国          |
| 分類                  | ドラゴン型            |
| 乗員人数              | 2名                   |

『ゾイド -ZOIDS-』第19話に登場。作中ではルドルフの搭乗のため複座に改造していると説明されているが、外観上ノーマル機との差異は無い。
同アニメ第43話においても本機らしき機体がルドルフの帰還時に飛行している。
レドラーMk2
| レドラーMk2 | レドラーMk2  |
| ----------- | ------------ |
| 所属        | ガイロス帝国 |
| 分類        | ドラゴン型   |

GBカラー用ソフト『ZOIDS 〜白銀の獣機神ライガーゼロ〜』に登場するレドラーの亜種で、進化形とも言われる。デザインは没となった大型の新世紀ドラゴン型ゾイド案・シューティングスターからの流用。このシューティングスターもまた電撃ホビーマガジン2001年12月号に掲載された設定画稿内でレドラーの進化形として記述されているが、そのデザインはノーマルのレドラーとは異なる完全新規となっている。
レドラー暗黒軍タイプ
『てれびくん』誌掲載。機体色がデッドボーダーと同様のカラーになっており、背部には砲が積載されている。
強化された性能によってレイノス5体を圧倒した
レドラー（モット・ハンター機）
『ZOIDS concept art』の世界観を踏襲する『ゾイドオリジナル』および『ゾイドSS』に登場。
帝国残党軍のモット・ハンターの機体で、赤色のカラーリング、頭部に撃墜マークが施された特徴を持っている。